# Peach Aviation
Peach Aviation株式会社（ピーチ アビエーション、登記上の商号: Peach・Aviation株式会社、英: Peach Aviation Limited）は、大阪府泉南郡（関西国際空港内）に本社を置く日本の格安航空会社（LCC）。ブランド名はPeach（ピーチ）。成田国際空港や関西国際空港、中部国際空港などを拠点とする。ANAホールディングスの完全子会社。
成田国際空港を拠点とするジェットスター・ジャパン（日本航空グループ）とともに日本を代表するLCCで、2019年10月に同じANAグループのLCCであったバニラ・エア（Peach Aviationの完全子会社）と経営統合したことにより、日本国内では最大規模を誇るLCCに成長した。

## 歴史
2011年2月10日、A&F・Aviation株式会社として設立され、5月24日にPeach・Aviation株式会社に商号変更した。
当初は全日本空輸（当時）と香港の投資会社「ファーストイースタン・インベストメントグループ（FE, First Eastern Investment Group　第一東方投資集団）」の共同事業として計画され、産業革新機構（官民出資の投資ファンド）が資本参加している。出資額の総計は資本金と準備金をあわせて約150億円（2011年11月30日時点）で、就航開始後3年目での黒字化を目指すとしていた。
2レターコード"MM"は、ピーチの和訳である「桃(MoMo)」、3レターコード"APJ"は「Air Peach Japan」に由来する。
桃色と紫色の中間色のフーシア色を基調にしたデザインや、機内アナウンスで関西弁などの方言が使われることもあるのが特徴的である。

トータル・ブランディングはシー・アイ・エーが担当し、また、アドバイザーとしてライアンエアーの元会長パトリック・マーフィー（Patrick Murphy）を迎えている。

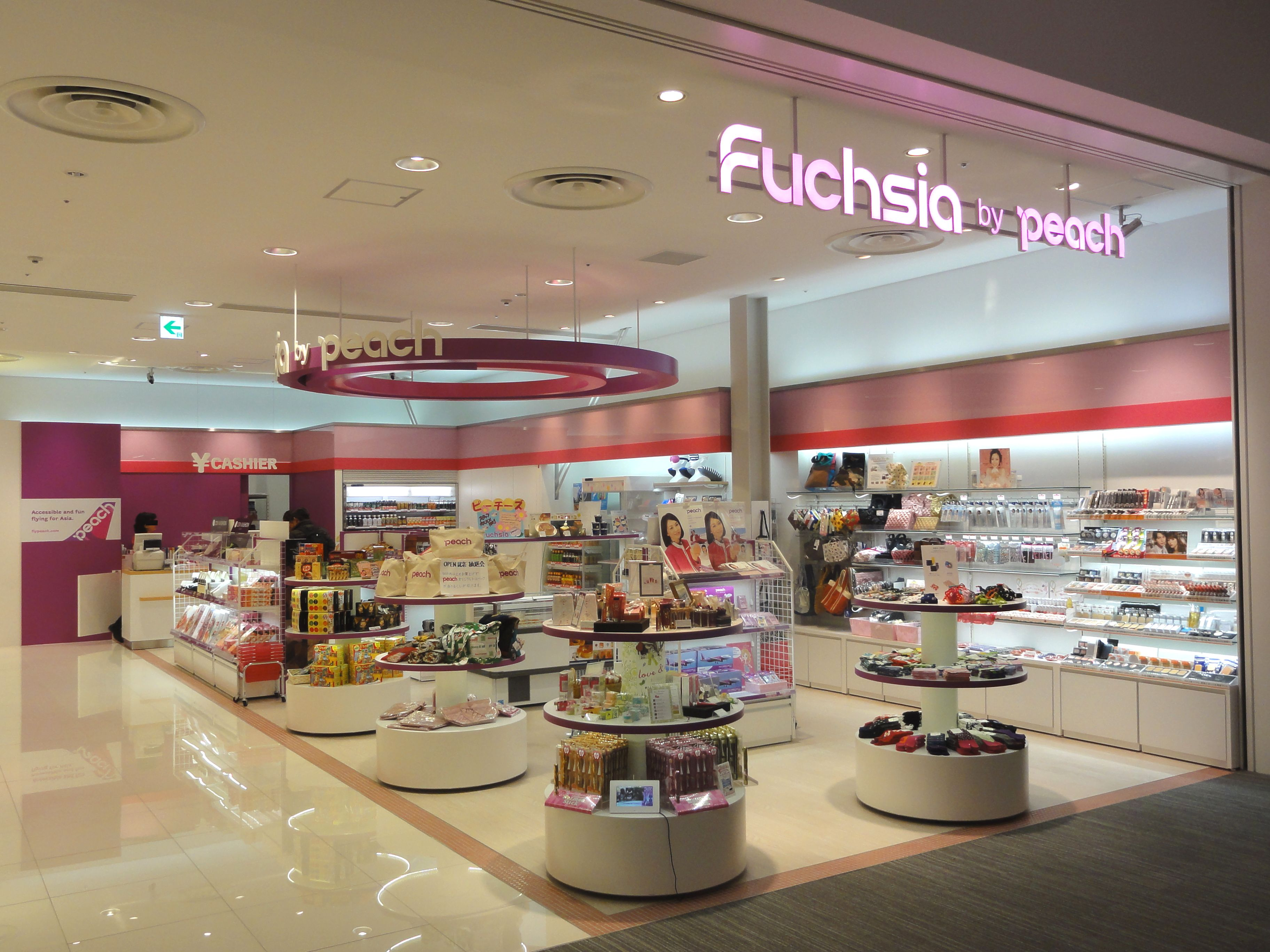
物販店「Fuchsia by peach」

Peachの大株主であるファーストイースタン・インベストメントグループの会長である諸立力は、2016年9月に「現在のピーチ・アビエーションの企業規模であれば、単独での上場が可能」との見解を示し、具体的な計画はこれからだとしつつ、香港または日本の市場への新規上場による株式公開の実施を検討すると公表した。
2017年4月13日、筆頭株主のANAホールディングスは、産業革新機構とファーストイースタンから一部株式を取得して出資比率を67%に引き上げ、連結子会社化した。2018年4月には、ANAホールディングスの出資比率を77%に引き上げる。ANAグループの各社とはコードシェアやマイレージサービスの連携などは行っていないが、グランドハンドリングの委託や乗務員の訓練など、多方面においての協力関係がある。なお、その後、2021年8月27日より国内線の一部便にてANAとコードシェアを開始した。
2018年3月22日、同じANAホールディングス傘下のバニラ・エアと統合することを発表、翌2019年11月1日付で統合を完了した（合併ではなく、統合後の旧バニラ・エアは別途清算されている）。

## 沿革
- 2010年 （平成22年）
  - 9月9日 - 全日本空輸とファーストイースタン・インベストメントグループとの間で、格安航空会社に関する共同事業開始の基本合意書を締結[30]。
- 2011年 （平成23年） 
  - 2月1日 - 全日本空輸とファーストイースタン・インベストメントグループとの間で、株主間協定を締結。
  - 2月10日 - A&F・Aviation株式会社（エーアンドエフ・アビエーション）として設立。社名は株主の2者“All Nippon Airways and First Eastern Investment Group”に由来している[31] [注釈 2]。
  - 2月14日 - 運航機材としてA320が選定されたことをエアバス社が発表[32]。
  - 3月31日 - 産業革新機構が1,000万円（33.3%）を出資したことを発表。
  - 4月13日 - 国土交通省に対して、航空法に基づく航空運送事業の経営に関する許可を申請。
  - 5月24日 - 商号をPeach・Aviation株式会社（ピーチ アビエーション）に変更するとともに、本社を東京都港区東新橋の汐留シティセンターから大阪府泉佐野市の関西国際空港に移転[33]。また、ブランド名「Peach」（ピーチ）と機体デザインを発表[34]。
  - 7月7日 - 航空法に基づく航空運送事業の経営に関する許可を取得[35]。
  - 10月17日 - 国土交通省から「混雑空港（関西国際空港）を使用して運航を行うことの許可」を取得[36]。
  - 12月27日 - 初便就航日となる2012年3月1日から同月24日分の搭乗予約の受付を開始[37][38]。
- 2012年 （平成24年） 
  - 3月1日 - 定期便運航開始。大阪/関西 - 札幌/新千歳線、福岡線に就航[39]。
  - 3月25日 - 大阪/関西 - 長崎線を就航[40]。
  - 3月28日 - 初の国際線となる大阪/関西 - ソウル/仁川線の搭乗予約の受付を開始[41]。
  - 4月1日 - 大阪/関西 - 鹿児島線を就航[42]。
  - 5月8日 - 初の国際線として、大阪/関西 - ソウル/仁川線を就航[43]。
  - 6月14日 - 香港線の開設をにらみ、当社社名の漢字表記を「楽桃航空公司（らくとうこうくうこうし，Luotao Hangkong Gongsi）」と決定。中国語版サイトなどで使い始める[44]。
  - 7月1日 - 大阪/関西 - 香港線を就航[45]。
  - 8月27日 - 国内線の累計搭乗者数が50万人を突破したことを発表[46]。
  - 10月16日 - 大阪/関西 - 台北/桃園線を就航[47]。
  - 10月18日 - 大阪/関西 - 沖縄/那覇線を就航[48]。
  - 10月28日 - 関西国際空港でのチェックインカウンターを、それまでのエアロプラザから新設された第2ターミナルビルに移転。また、同ターミナル内に直営の物販店「Fuchsia by Peach」をオープン[49]。
  - 11月29日 - 累計搭乗者数が100万人を突破[50]。
- 2013年 （平成25年） 
  - 2月6日 - 10000フライト達成[51]。
  - 4月12日 - 大阪/関西 - 仙台線を就航。
  - 5月7日 - 累計搭乗者数が200万人を突破[52]。
  - 6月14日 - 大阪/関西 - 石垣線を就航[53]。
  - 9月13日 - 大阪/関西 - 釜山線、沖縄/那覇 - 石垣線を就航[54][55][56]。
  - 9月20日 - 沖縄/那覇 - 台北/桃園線を就航[57]。
  - 10月27日 - 大阪/関西 - 東京/成田線を就航[58]。
- 2014年 （平成26年） 
  - 1月18日 - 大阪/関西 - 高雄線を就航[59]。
  - 2月1日 - 大阪/関西 - 松山線を就航[60]。
  - 4月24日 - 機長不足により、5〜10月の約半年間で最大2088便を減便することを発表[61]。
  - 7月19日 - 沖縄/那覇 - 福岡線を就航[62]。
  - 8月31日 - 沖縄/那覇 - 石垣線を運休[63]。
- 2015年 （平成27年） 
  - 2月21日 - 沖縄/那覇 - 香港線を就航。
  - 3月29日 - 東京/成田 - 福岡線、東京/成田 - 札幌/新千歳線を就航[64]。
  - 8月6日 - 累計搭乗者数が1000万人を突破[65]。
  - 8月8日 - 東京/羽田 - 台北/桃園線を就航[66]。
  - 8月8日 - 大阪/関西 - 宮崎線を就航[67]。
  - 10月22日 - 保有機すべての連続式耐空証明を取得[68]。
- 2016年 （平成28年） 
  - 2月5日 - 東京/羽田 - 仁川線を就航[69]。
  - 2月20日 - 那覇 - 東京/成田線を就航[70]。
  - 6月14日 - 平成28年3月期の決算を発表。営業収入は前期比29％増の479億3,900万円、当期純利益は157％増の27億4,400万円で、3年連続増収増益。累積損失の一掃を達成した。格安航空会社として異例の利益率と黒字額であり、軌道に乗ったとされた。
  - 11月1日 - 大阪/関西 - 上海/浦東線を就航[71]。
  - 11月2日 - 東京/羽田 - 上海/浦東線を就航[71]。
- 2017年 （平成29年） 
  - 2月19日 - 那覇 - バンコク（スワンナプーム）線を就航[72][73]。
  - 3月3日 - 那覇空港貨物ターミナル内に運航本部沖縄事務所を開設[74]。あわせて沖縄事務所にも今後、スタッフや客室乗務員を常駐させ、事務所全体で50人体制にする予定であることを公表[74]。
  - 4月13日 - ANAホールディングスの連結子会社となる。
  - 9月24日 - 仙台 - 札幌/新千歳[75]、札幌/新千歳 - 福岡並びに台北/桃園線に就航[76][77]。
  - 9月25日 - 仙台 - 台北/桃園線に就航[78]。
  - 10月28日 - 沖縄/那覇 - 香港線を運休。
- 2018年（平成30年）
  - 3月1日 - 大阪/関西 - 新潟線を就航[79][80][81]。
  - 3月22日 - 2019年度末をめどに、バニラ・エアと統合すると発表した[28]。
  - 8月1日 - 大阪/関西 - 釧路線を就航。
- 2019年（平成31年・令和元年）
  - 1月1日 - ANAホールディングスからバニラ・エアの全株式を譲渡され、完全子会社化する[82]。
  - 4月25日 - 札幌/新千歳 - ソウル/仁川線を就航[83]。
  - 6月1日 - 東京/成田 - 沖縄/那覇線に就航。
  - 6月28日 - 沖縄/那覇 - 香港線を再開。
  - 9月1日 - 東京/成田 - 札幌/新千歳線を再開。
  - 10月1日 - 東京/成田 - 奄美線に就航。
  - 10月26日 - 札幌/新千歳 - ソウル/仁川線を運休。
  - 10月27日 - 東京/成田 - 台北/桃園線並びに高雄線を就航。成田空港第1ターミナルから第3ターミナルへ移転。
  - 11月1日 - バニラ・エアとの統合が完了[29]。
  - 11月25日 - 福岡 - 台北/桃園線を就航。
  - 12月26日 - 大阪/関西 - 奄美線、東京/成田 - 石垣線に就航。
- 2020年 （令和2年） 
  - 1月6日 - 大阪/関西 - 釜山線を運休。
  - 8月1日 - 東京/成田 - 宮崎線、釧路線に就航。
  - 10月25日 - 成田空港第3ターミナルから国内線・国際線とともに第1ターミナルへ再移転。同時に札幌/新千歳 - 沖縄/那覇線並びに仙台 - 沖縄/那覇線を就航開始。
  - 12月25日 - 中部国際空港第1ターミナル就航。名古屋/中部 - 札幌/新千歳線、仙台線を就航開始。これによりPeachも三大都市圏（東京/成田、大阪/関西、名古屋/中部）全てに就航することになった。
- 2021年（令和3年）
  - 1月22日 - 名古屋/中部 - 沖縄/那覇線、石垣線に就航。
  - 2月10日 - 東京/成田 - 女満別線に就航。
  - 2月19日 - 東京/成田 - 大分線に就航。
  - 7月1日 - 大阪/関西 - 女満別線に就航[84]。
  - 8月27日 - 東京/成田 - 札幌/新千歳線、福岡線、沖縄/那覇線、名古屋/中部 - 札幌/新千歳線、沖縄/那覇線においてANAとコードシェア便開始[85]。
  - 10月30日 - 東京/成田 - 鹿児島線を運休。
  - 10月31日 - 福岡 - 石垣線に就航。

- 2022年（令和4年） 　
  - 2月4日 - 大阪/関西 - 釧路線にて貨物の搭載を開始（釧路発の木金日の週3便のみ）。
  - 10月29日 - 東京/成田 - 宮崎線、仙台 - 沖縄/那覇線を運休。
  - 10月30日 - ANAとのコードシェアを休止。
  - 12月27日 - 大阪/関西 - バンコク（スワンナプーム）線に就航。

- 2023年（令和5年）
  - 3月25日 - 東京/成田 - 女満別線、釧路線、長崎線を運休予定。
  - 3月27日 - 名古屋/中部 - 台北/桃園線に就航。

- 2024年（令和6年）
  - 12月4日 - 大阪/関西 - シンガポール線に就航。
  - 12月20日 - ANAホールディングスの完全子会社となる。[86]

## 運航機材
機体のデザインは、ニール・ディナーリによるものである。
当面はオペレーショナルリースにより、ナローボディジェット機（エアバスA320-200）10機についてメーカーとの導入覚書を締結しており、2011年11月4日に初号機（JA801P）を受領。2013年6月時点ではこのうち9機を受領、残りの1機については2013年夏季に受領をした。なお、発足当初就航開始後5年以内に16機まで増強する計画とし、ほか、CEOのインタビューでは2016年度までに16機から20機まで保有機数を増加させることが目標である旨を発言していたが、2012年12月時点で2013年下期から2015年下期までに7機を導入し17機体制を確立する予定とした。
2013年3月に SMBC Aviation Capital と2013年12月より2015年11月までの間に、エアバスA320-200シリーズ（A320-214） 7機の供給を受けるリース契約を締結した。
機内の座席は4号機（JA804P）から薄型のものに変更されている。
2013年7月30日に特別デザイン機としてまず8号機と9号機が期間限定でマルチクリエーターの内藤ルネのキャラクターをデザインしたラッピング機を投入、後日7号機も同デザインを施した。
2013年9月11日には篠田麻里子とのコラボレーションを発表し、9月28日には会社として公認のCA（CompanyAmbassador）として限定的に定期便に搭乗する事と特別デザイン機を期間限定で運航すると発表し、後日愛称を公募で「MARIKO JET」として5号機に特別デザインが施された。
10号機については、同年4月に仙台線が就航したことを記念し、機体の愛称を東北地方の小中学生から公募した結果、「WING of TOHOKU」の愛称がつけられた。
2015年に就航3周年にあたり井上慎一CEOは取材で今後の機材計画について、「2015年末で16機から17機」と述べた。長距離路線で燃料消費を改善する翼端の「シャークレット」については、「環境を見ながら適切な意思決定をしていく。われわれが目指すのは、コストがあがらない工夫。その1点だ」と語り、「シャークレット導入が有効であるなら採用する。コストが上昇するのに、盲目的には採用しない」との見解を語った。
2015年6月16日パリで開催されたパリ航空ショーにおいて、3機のエアバスA320-200を購入する契約をエアバス社と締結し、2016年以降順次受領し、2017年度末までに20機体制での運航を目指すと発表。これまでの17機（導入予定含む）についてはリースにて調達していたが、今回の3機が初めての自社購入での調達となる。
2015年11月現在、17の機材のうち15機を5社からオペレーティングリースで調達しており、2機については当初オペレーティングリースでの調達であったが、現在は終了し自社保有となっている。
2016年9月13日、井上CEOは2020年までに現在の17機の態勢から35機〜40機に増やしていく事を明らかにした。
2016年11月18日、10機のエアバスA320neoと3機のA320ceoを購入する契約をエアバス社と締結し、2019年夏までにA320neo初号機を受領、既存のA320ceo18機を更新すると発表した。A320neoの導入は日本のLCCでは初となる。3機のA320ceoは2018年度中に全機受領し事業拡大に使用する。井上CEOは「A320neoはピーチに高い競争力をもたらす」と述べ、機材数は2020年に35機以上、将来的には100機体制を目指す考えを示した。
2017年7月、国土交通省航空局に機体記号の予約登録が「JA850P」まで2017年7月に申請されている。
2018年7月17日に、2016年11月契約された、10機のA320neoの発注のうち、2機がA321LRに変更される。
2019年1月29日、親会社ANA HDはANAグループのLCC事業を担うPeachの成長を支える主力機材として自社発注とは別にA320neo18機も追加発注する。
2019年6月18日、自社発注分neo、LRの搭載エンジンを同社運用ceoと同じメーカーのCFMインターナショナルのLEAP-1Aエンジン導入契約を締結。
2019年にバニラ統合によるバニラ運用機移籍に際して、対象機は塗装変更及び内装、操縦機器などをピーチ仕様に改装するため、一時リース会社に返却されエアバス・グループ系の整備会社にて数か月間整備のため運用を離れることとなり、統合に伴う運休が発生していて、バニラ運用15機中12機を同年度内に改修、残り3機はANA返却を予定している。
2020年8月日本初CFM LEAPエンジンを装備したA320neoが仏トゥールーズで初飛行し、9月26日に引き渡され、9月29日に関西空港に到着した。
2021年12月8日、日本初エアバスA321LR(JA902P)を受領。同月20日に関西国際空港に到着し、当初2022年2月からの路線投入を予定していたが冬季降雪などによる機材運用に余裕を持たすため同月28日から就航した。今後5機を受領予定である。

### 運用機材
- A320-214(180席/CFMI CFM56-5B4/3エンジン） 10機
- A320-214WL(180席/CFMI CFM56-5B4/3エンジン） 5機
- A320-251N(188席/CFMI LEAP-1A26エンジン） 17機
- A321-251NX(218席/CFMI LEAP-1A32エンジン)　3機

| Peach Aviationの運用中機材一覧（2024年現在） | Peach Aviationの運用中機材一覧（2024年現在） | Peach Aviationの運用中機材一覧（2024年現在） | Peach Aviationの運用中機材一覧（2024年現在） | Peach Aviationの運用中機材一覧（2024年現在）                                                                          |
| 型式                                         | 機体記号                                     | 製造番号                                     | 受領日                                       | 備考 |
| -------------------------------------------- | -------------------------------------------- | -------------------------------------------- | -------------------------------------------- | --- |
| エアバス A320-214                            | JA818P                                       | 7370                                         | 2016年10月28日                               | |
| エアバス A320-214                            | JA819P                                       | 7701                                         | 2017年06月21日                               | |
| エアバス A320-214                            | JA820P                                       | 7971                                         | 2017年12月01日                               | 大阪・関西万博誘致の特別塗装機「HONA IKOKA!」号（2018.05-2018.12）                                                    |
| エアバス A320-214                            | JA821P                                       | 8396                                         | 2018年07月23日                               | |
| エアバス A320-214                            | JA822P                                       | 8504                                         | 2018年12月18日                               | |
| エアバス A320-214                            | JA823P                                       | 8646                                         | 2018年12月19日                               | |
| エアバス A320-214WL                          | JA824P                                       | 8835                                         | 2019年03月22日                               | バニラ発注、リクライニング固定（プレリクライニング）シート 成田市制施行70周年記念の特別塗装機「うなりくんジェット」   |
| エアバス A320-214                            | JA825P                                       | 8847                                         | 2019年04月15日                               | リクライニング固定（プレリクライニング）シート 「映画バービー号」(期間限定2023.07-11)                                 |
| エアバス A320-214                            | JA826P                                       | 8892                                         | 2019年09月17日                               | リクライニング固定（プレリクライニング）シート back numberジェット(期間限定2023.03.10-10.10)                          |
| エアバス A320-214                            | JA827P                                       | 8986                                         | 2019年06月07日                               | リクライニング固定（プレリクライニング）シート 「ひろがるスカイ!プリキュア」特別塗装機(期間限定2023.03.03-2024.01.30) |
| エアバス A320-214                            | JA828P                                       | 9081                                         | 2019年07月22日                               | リクライニング固定（プレリクライニング）シート 太平電業特別塗装機                                                     |
| エアバスA320-214WL                           | JA10VA                                       | 7411                                         | 2019年11月15日 （2016年10月30日）            | バニラ移管、2019年8月2日一時リース返却、登録F-WHUS変更、改修                                                          |
| エアバスA320-214WL                           | JA12VA                                       | 7543                                         | 2020年12月02日 （2017年02月23日）            | バニラ移管、2019年12月6日一時リース返却、登録F-WXAJ変更、改修                                                         |
| エアバスA320-214WL                           | JA14VA                                       | 7966                                         | 2020年01月09日 （2017年12月15日）            | バニラ移管、2019年9月27日一時リース返却、登録F-WXAF変更、改修                                                         |
| エアバスA320-214WL                           | JA15VA                                       | 8125                                         | 2020年02月17日 （2018年03月20日）            | バニラ移管、2019年10月25日一時リース返却、登録F-WXAH変更、改修                                                        |
| エアバスA320-251Ｎ                           | JA201P                                       | 10131                                        | 2020年09月26日                               | 初期導入A320ceoと順次入れ替え、リクライニング固定（プレリクライニング）シート                                         |
| エアバスA320-251Ｎ                           | JA202P                                       | 10279                                        | 2021年04月25日                               | 初期導入A320ceoと順次入れ替え、リクライニング固定（プレリクライニング）シート                                         |
| エアバスA320-251Ｎ                           | JA203P                                       | 10356                                        | 2021年01月11日                               | 初期導入A320ceoと順次入れ替え、リクライニング固定（プレリクライニング）シート                                         |
| エアバスA320-251Ｎ                           | JA204P                                       | 10392                                        | 2021年01月19日                               | 初期導入A320ceoと順次入れ替え、リクライニング固定（プレリクライニング）シート                                         |
| エアバスA320-251Ｎ                           | JA205P                                       | 10411                                        | 2021年04月22日                               | 初期導入A320ceoと順次入れ替え、リクライニング固定（プレリクライニング）シート                                         |
| エアバスA320-251Ｎ                           | JA206P                                       | 10591                                        | 2021年10月19日                               | 初期導入A320ceoと順次入れ替え、リクライニング固定（プレリクライニング）シート                                         |
| エアバスA320-251Ｎ                           | JA207P                                       | 10502                                        | 2022年03月08日                               | 初期導入A320ceoと順次入れ替え、リクライニング固定（プレリクライニング）シート                                         |
| エアバスA320-251Ｎ                           | JA208P                                       | 10774                                        | 2022年03月29日                               | 初期導入A320ceoと順次入れ替え、リクライニング固定（プレリクライニング）シート                                         |
| エアバスA320-251Ｎ                           | JA209P                                       | 11024                                        | 2022年10月20日                               | 初期導入A320ceoと順次入れ替え、リクライニング固定（プレリクライニング）シート                                         |
| エアバスA320-251Ｎ                           | JA210P                                       | 11284                                        | 2023年04月12日                               | 初期導入A320ceoと順次入れ替え、リクライニング固定（プレリクライニング）シート                                         |
| エアバスA320-251Ｎ                           | JA211P                                       | 11409                                        | 2023年07月06日                               | 初期導入A320ceoと順次入れ替え、リクライニング固定（プレリクライニング）シート                                         |
| エアバスA320-251Ｎ                           | JA212P                                       | 11495                                        | 2023年06月22日                               | 初期導入A320ceoと順次入れ替え、リクライニング固定（プレリクライニング）シート                                         |
| エアバスA320-251Ｎ                           | JA213P                                       | 11526                                        | 2023年11月21日                               | 初期導入A320ceoと順次入れ替え、リクライニング固定（プレリクライニング）シート                                         |
| エアバスA320-251Ｎ                           | JA214P                                       | 11586                                        | 2023年09月06日                               | 初期導入A320ceoと順次入れ替え、リクライニング固定（プレリクライニング）シート                                         |
| エアバスA320-251Ｎ                           | JA215P                                       | 11662                                        | 2023年10月11日                               | 初期導入A320ceoと順次入れ替え、リクライニング固定（プレリクライニング）シート                                         |
| エアバスA320-251Ｎ                           | JA216P                                       | 12037                                        | 2024年04月24日                               | 初期導入A320ceoと順次入れ替え、リクライニング固定（プレリクライニング）シート                                         |
| エアバスA320-251Ｎ                           | JA217P                                       |                                              |                                              | 初期導入A320ceoと順次入れ替え、リクライニング固定（プレリクライニング）シート                                         |
| エアバスA320-251Ｎ                           | JA218P                                       | 12064                                        | 2024年06月05日                               | 初期導入A320ceoと順次入れ替え、リクライニング固定（プレリクライニング）シート                                         |
| エアバスA321-251NX                           | JA901P                                       | 10458                                        | 2022年06月02日                               | 2021年12月28日から主に国内幹線に就航、2022年後半以降は主に国際線で運航。                                              |
| エアバスA321-251NX                           | JA902P                                       | 10628                                        | 2021年12月23日                               | 2021年12月28日から主に国内幹線に就航、2022年後半以降は主に国際線で運航。                                              |
| エアバスA321-251NX                           | JA903P                                       | 10908                                        | 2023年01月06日                               | 2021年12月28日から主に国内幹線に就航、2022年後半以降は主に国際線で運航。                                              |

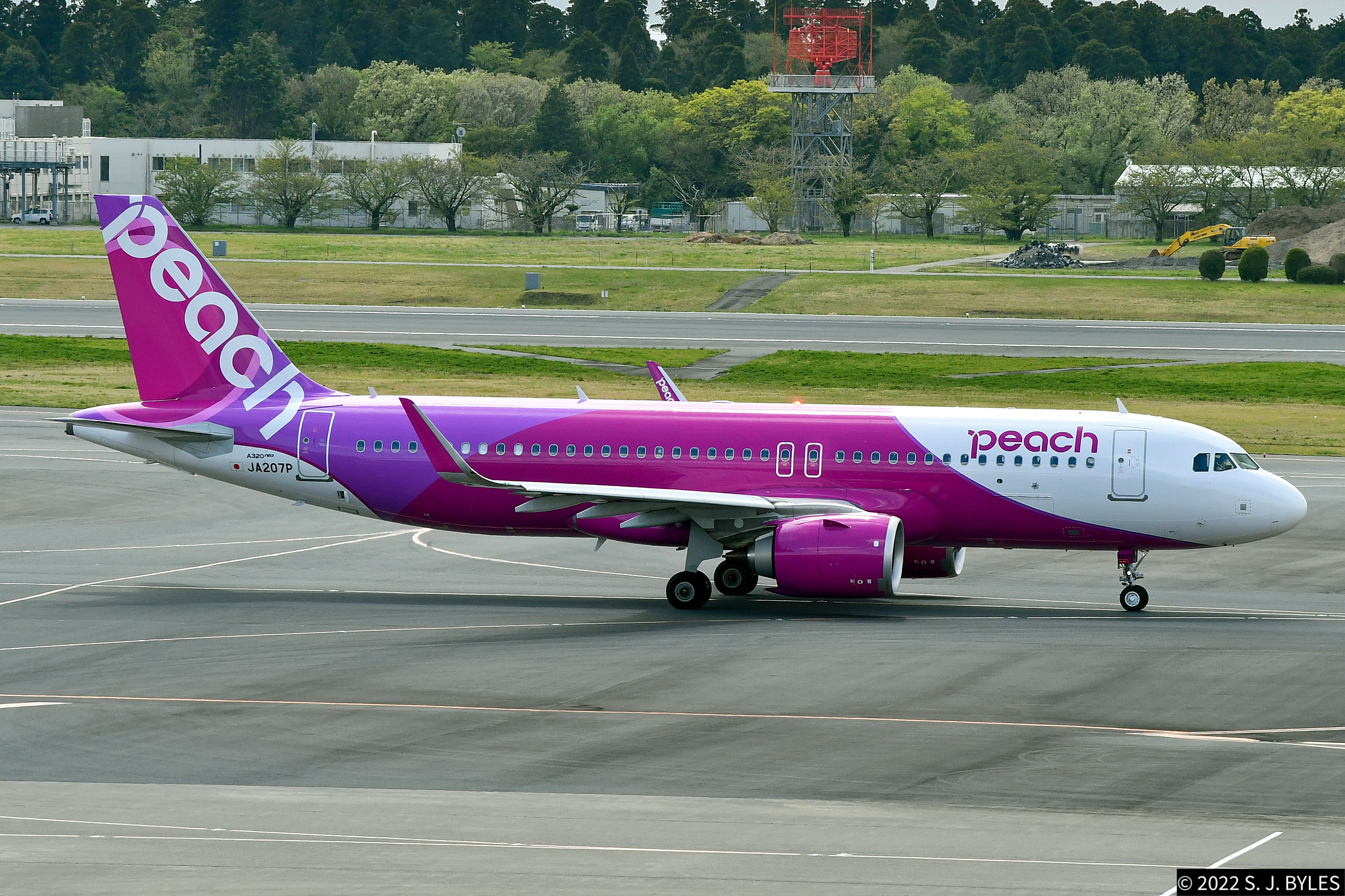
Peach AviationのA320neo
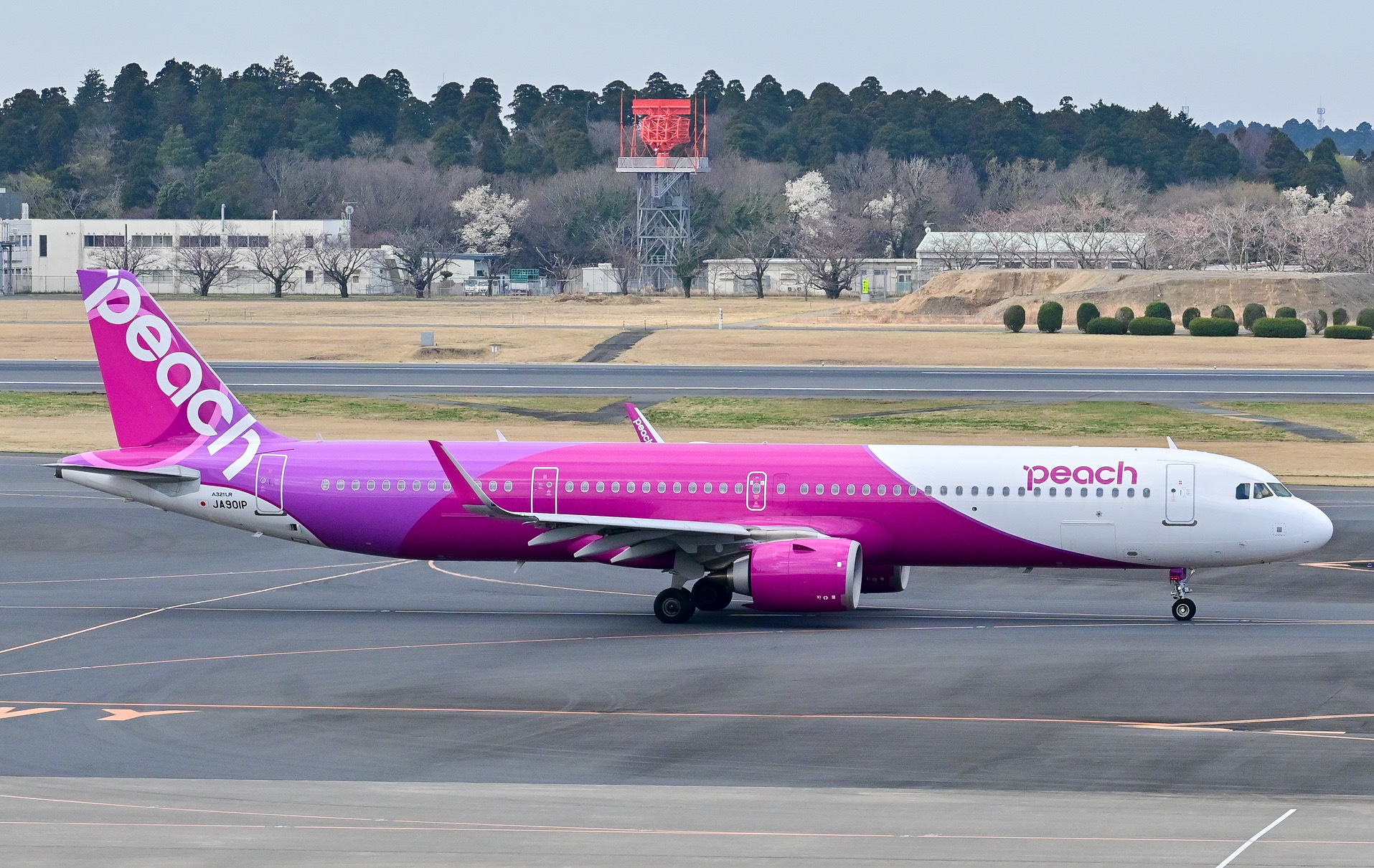
Peach AviationのA321neo

### 発注機材
内訳は需要動向で変更の可能性あり（2024年現在）
- エアバスA320neo（A320-200N） - 自社12機、ANA HD15機発注、15機製造、受領済み
- エアバスA321neoー10機発注。2032年以降順次受領する予定。
- エアバスA321XLRー3機発注。日系航空会社として初の導入。2032年以降順次受領する予定。

### 退役機材
| Peach Aviationの退役機材一覧 | Peach Aviationの退役機材一覧 | Peach Aviationの退役機材一覧 | Peach Aviationの退役機材一覧      | Peach Aviationの退役機材一覧 | Peach Aviationの退役機材一覧 | Peach Aviationの退役機材一覧 |
| 型式                         | 機体記号                     | 製造番号                     | 受領日                            | 退役日                       | 退役後登録レジ               | 備考 |
| ---------------------------- | ---------------------------- | ---------------------------- | --------------------------------- | ---------------------------- | ---------------------------- | --- |
| エアバス A320-214            | JA801P                       | 4887                         | 2011年11月04日                    | 2019年05月03日               | F-WXAP                       | 公募により「Peach Dream号」の愛称が付与されていた。 |
| エアバス A320-214            | JA802P                       | 4936                         | 2011年12月17日                    | 2019年09月02日               | F-WXAR                       | |
| エアバス A320-214            | JA803P                       | 5015                         | 2012年02月21日                    | 2019年10月25日               | F-WXAS                       | |
| エアバス A320-214            | JA804P                       | 5166                         | 2012年06月19日                    | 2020年03月13日               | F-WXAT                       | 二代目 内藤ルネ ラッピング機 （期間限定2015.03-2015.11） 扶桑社 新刊雑誌 Violetta×RUNE コラボ企画 |
| エアバス A320-214            | JA805P                       | 5304                         | 2012年10月06日                    | 2020年06月12日               | F-WTBF                       | 機体に篠田麻里子の顔写真を貼り付けた特別塗装機として「MARIKO JET」の愛称が付与されていた。（期間限定2013.10-2014.05） 2018年3月24日朝福岡空港にて前輪2輪ともパンクしたため重大インシデント認定され当面調査及び整備のため一時運航休止除外、修繕後復帰 |
| エアバス A320-214            | JA806P                       | 5384                         | 2012年11月29日                    | 2021年04月20日               | N203NV                       | |
| エアバス A320-214            | JA807P                       | 5440                         | 2013年01月26日                    | 2020年10月09日               | F-WXAV                       | 内藤ルネ ラッピング機 （期間限定2013.08-2013.10） |
| エアバス A320-214            | JA808P                       | 5540                         | 2013年04月10日                    | 2020年11月24日               | F-WXAW                       | 内藤ルネ ラッピング機 （期間限定2013.07-2014.07） |
| エアバス A320-214            | JA809P                       | 5640                         | 2013年06月14日                    | 2021年03月10日               | F-WXAY                       | 内藤ルネ ラッピング機 （期間限定2013.07-2013.12） |
| エアバス A320-214            | JA810P                       | 5724                         | 2013年08月07日                    | 2021年03月24日               | F-WXAZ                       | 公募により「WING of TOHOKU」の愛称が付与されている。 |
| エアバス A320-214            | JA811P                       | 5874                         | 2013年12月06日                    | 2021年08月31日               | F-WXAR                       | かんぽ生命保険キャラクター「かんぽくん」を貼り付けた特別塗装機「かんぽくんJET」（期間限定2019.01-04） |
| エアバス A320-214            | JA812P                       | 6004                         | 2014年03月12日                    | 2021年11月22日               | F-WXAS                       | 命名権により「わかやま紀州館 関西空港店号」と命名（期間限定2015.10.01-10.31） |
| エアバス A320-214            | JA813P                       | 6107                         | 2014年06月04日                    | 2022年02月21日               | OE-LDI                       | |
| エアバス A320-214            | JA814P                       | 6335                         | 2014年11月12日                    | 2022年08月01日               | OE-IDD                       | |
| エアバス A320-214            | JA815P                       | 6640                         | 2015年06月25日                    | 2023年03月15日               | OE-ISQ                       | ケツメイシの写真を貼り付けた特別塗装機「KTMジェット」（期間限定2016.12-2017.08） |
| エアバス A320-214            | JA816P                       | 6674                         | 2015年07月24日                    | 2023年04月10日               | OE-IDS                       | 艦隊これくしょん -艦これ- ラッピング機（期間限定2017.05-10）/内藤ルネ ラッピング機 （期間限定2018.04.25から約1年間） |
| エアバス A320-214            | JA817P                       | 6824                         | 2015年11月19日                    | 2023年11月23日               | OE-IDT                       | フォルクスワーゲン ラッピング機（期間限定2016.11-2018.07） |
| エアバスA320-214WL           | JA04VA                       | 6257                         | 2019年07月17日 （2014年09月25日） | 2022年05月23日               | OE-IWW                       | バニラ移管、2019年4月19日一時リース返却、登録F-WHUE変更、改修 |
| エアバスA320-214WL           | JA05VA                       | 6282                         | 2021年02月09日 （2014年10月07日） | 2022年06月29日               | OE-IOL                       | バニラ移管、2019年12月13日一時リース返却、登録F-WXAK変更、改修 |
| エアバスA320-214WL           | JA06VA                       | 6320                         | 2019年11月01日 （2014年11月03日） | 2022年11月21日               | OE-IBT                       | バニラ移管、2019年6月14日一時リース返却、登録F-WHUH変更、改修 |
| エアバスA320-214WL           | JA07VA                       | 6422                         | 2020年03月04日 （2015年01月15日） | 2022年10月03日               | OE-IBS                       | バニラ移管、2019年10月18日一時リース返却、登録F-WXAG変更、改修 |
| エアバスA320-214WL           | JA08VA                       | 6447                         | 2020年12月17日 （2015年02月05日） | 2022年10月24日               | OE-IBF                       | バニラ移管、2019年11月22日一時リース返却、登録F-WXAI変更、台湾にて改修 「バニラエア Fly Peach to AMAMI」特別機（期間限定2021.03.05-2022.10.06） |
| エアバスA320-214WL           | JA09VA                       | 7080                         | 2020年02月03日 （2016年04月20日） | 2023年12月13日               | OE-IBJ                       | バニラ移管、2019年7月5日一時リース返却、登録F-WHUM変更、改修 |
| エアバスA320-214WL           | JA11VA                       | 7426                         | 2019年12月17日 （2016年12月16日） | 2024年07月02日               | OE-IEF                       | バニラ移管、2019年9月13日一時リース返却、登録F-WHUT変更、改修 |
| エアバスA320-214WL           | JA13VA                       | 7816                         | 2019年09月20日 （2017年08月10日） | 2025年03月03日               | OE-IEB                       | バニラ移管、2019年4月22日一時リース返却、登録F-WHUV変更、改修 「OSSAN'S LOVE JET」特別機（期間限定2019.11-12） |

- Peach AviationのA320
- Peach AviationのエアバスA320-200
- 元AKB48の篠田麻里子の顔写真がラッピングされていたJA805P「MARIKO JET」（2013-2014年）
- 内藤ルネのラッピングが施されていたJA807P（2013-2014年）
- ケツメイシの写真がラッピングされていたJA815P「KTMジェット」（2016-2017年）
- フォルクスワーゲン・ザ・ビートルのラッピングが施されていたJA817P（2016-2018年）
- 艦隊これくしょん -艦これ-のラッピングが施されていたJA816P（2017年）
- 2025年大阪・関西万博誘致のロゴが施されていたJA820P（2018年）
- バニラ・エア塗装のまま機体左側に「Fly Peach to AMAMI」という文字をラッピングしたJA08VA（2021-2022年）

## 就航路線

### 国内線
2025年3月1日現在
- 東京/成田 - 大阪/関西、札幌/新千歳、福岡、奄美、沖縄/那覇、石垣
- 大阪/関西 - 札幌/新千歳、女満別（季節運航）、釧路（季節運航）、仙台、福岡、長崎、宮崎、鹿児島、奄美（季節運航）、沖縄/那覇、石垣
- 名古屋/中部 - 札幌/新千歳、仙台、沖縄/那覇
- 札幌/新千歳 - 沖縄/那覇
- 仙台 - 札幌/新千歳
- 福岡 - 札幌/新千歳、沖縄/那覇、石垣

※東京/成田 - 札幌/新千歳、福岡、沖縄/那覇線、名古屋/中部 - 札幌/新千歳、沖縄/那覇線の一部便は全日本空輸（ANA）とのコードシェア便であったが、2022年10月30日以降の便はコードシェアを中止した。
| ×    | ○    | ×    | ○    | ○    | ○    | ○    | ○    | 千歳 |
| ×    | ×    | ×    | ×    | ○    | ○    | ×    | 仙台 |      |
| ○    | ○    | ○    | ○    | ○    | ×    | 成田 |      |      |
| ×    | ○    | ×    | ×    | ×    | 中部 |      |      |      |
| ○    | ○    | ○    | ○    | 関西 |      |      |      |      |
| ○    | ○    | ×    | 福岡 |      |      |      |      |      |
| ×    | ×    | 奄美 |      |      |      |      |      |      |
| ×    | 那覇 |      |      |      |      |      |      |      |
| 石垣 |      |      |      |      |      |      |      |      |

他
関西-女満別、釧路、長崎、宮崎、鹿児島

全日本空輸、ANA Cargoとの協業によって順次以下の航空貨物取り扱いを開始（一便あたり800kg制限、路線を限定して最大1500kgまで）
- 福岡 - 札幌/新千歳、沖縄/那覇（2020年11月から開始）
- 東京/成田 - 札幌/新千歳、大阪/関西、福岡、沖縄/那覇（2020年12月から開始、国際貨物の国内保税転送）
- 大阪/関西 - 札幌/新千歳、沖縄/那覇、名古屋/中部 - 札幌/新千歳（2021年2月から開始）
- 札幌/新千歳 - 沖縄/那覇（2021年7月から開始）

### 国際線
2025年4月現在。
 台湾
- 東京/羽田、東京/成田、大阪/関西、名古屋/中部、沖縄/那覇 - 台北/桃園

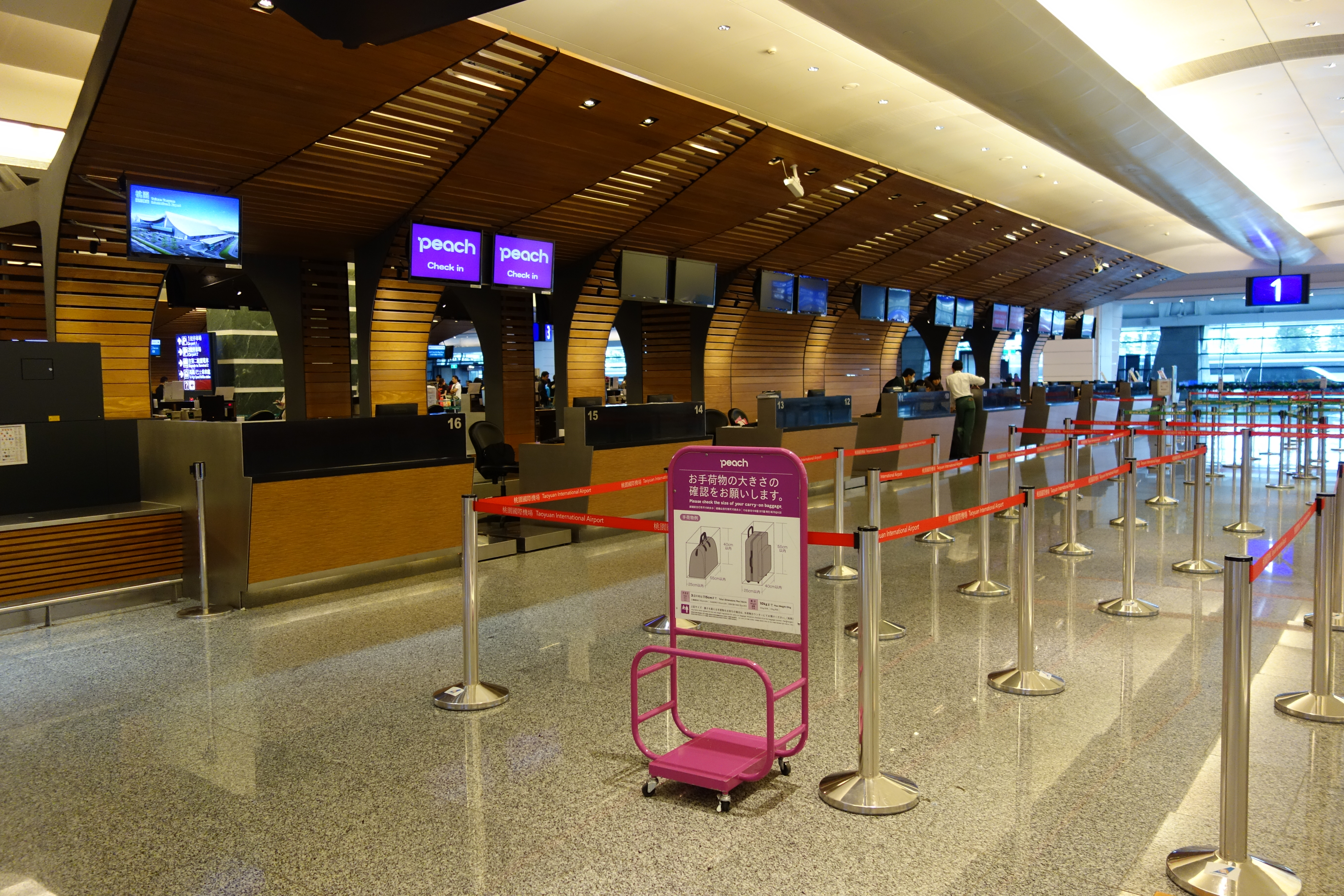
台北・桃園空港のピーチカウンター（エバー航空委託当時）

- 大阪/関西 - 高雄

 韓国
- 東京/羽田、大阪/関西 - ソウル/仁川
- 大阪/関西、名古屋/中部 - ソウル/金浦

 中国
- 東京/羽田、大阪/関西 - 上海/浦東

 香港
- 大阪/関西 - 香港

 タイ
- 大阪/関西 - バンコク/スワンナプーム

 シンガポール
- 大阪/関西 - シンガポール

### 過去の運航路線
- 沖縄/那覇 - 石垣（2013年9月13日 - 2014年8月31日）
- 札幌/新千歳 - ソウル/仁川（2019年4月25日 - 2019年10月26日）
- 大阪/関西 - 釜山（2013年9月13日 - 2020年1月6日）
- 沖縄/那覇 - ソウル/仁川（2015年9月4日 - 2020年3月28日）
- 大阪/関西 - 松山（2014年2月1日 - 2020年3月28日）
- 東京/成田 - 宮崎（2020年8月1日 - 2022年10月29日）
- 東京/成田 - 女満別（2021年2月10日 - 2023年3月25日）
- 東京/成田 - 釧路（2020年8月1日 - 2023年3月25日）
- 東京/成田 - 長崎
- 名古屋/中部 - 石垣（2021年1月22日 - 2023年10月28日）
- 東京/成田 - 鹿児島
- 大阪/関西 - 新潟（2018年3月1日 - 2024年10月26日）
- 東京/成田 - 大分（2021年2月19日 - 2024年10月26日）

## 将来構想
将来の就航路線拡大構想については、代表取締役CEOの井上慎一がメディアへのインタビューや記念式典など折に触れて語っている。
2012年9月、同年度内に大阪/関西発着の中華人民共和国（中国）路線開設の意向を示した。さらに福岡および沖縄/那覇発着の国際線にも関心を示しており、2013年に沖縄/那覇から中国およびベトナム路線、2014年に福岡から韓国および中国路線の開設を検討している。
2012年10月に就航した関西 - 那覇の就航セレモニーでは、那覇空港を関西国際空港に次ぐ第2の拠点とするとしており、2013年度から同空港発着の国内線および国際線を展開していくとした。但し、同空港のLCCターミナル内にはCIQが設置されていないことから今後、設置を働きかけていくとしている。
2013年1月、同年秋から那覇空港発着の国際線を開設する意向を示した。香港、台湾などを軸に検討するという。
2013年2月、早ければ同年秋から就航予定の那覇空港発着国際線について、東南アジアを検討していることを明らかにした。タイのバンコクやベトナムのハノイ、ホーチミンを軸に調整していると言う。
2013年6月、新石垣空港（現名称：石垣空港）で行われた石垣線の就航記念セレモニーの際、2013年夏期受領予定の10号機をもって関西国際空港の駐機能力の限界に達することにふれ、改めて那覇空港を関西国際空港に次ぐ第2の拠点とする意向を示した。
2014年1月21日に同年7月に就航する那覇 - 福岡線開設時に那覇空港に機材を1機常駐させハブ化運用を開始すると正式に発表した。
2015年1月、一部報道で羽田空港国際線の深夜早朝発着枠を使用した台北線就航の報道が出て、国土交通省は申請は出されていないが個別案件には、有効的に活用できるかどうかという観点から検討すると太田昭宏国土交通大臣が会見で述べ羽田国際線就航の可能性が挙げられている。
2015年2月10日に同年夏ダイヤから成田空港から札幌、福岡へ就航し、成田空港を関空、那覇に続く第3の拠点として機材を夜間駐機（ナイトステイ）できる拠点（ハブ）化を見据えて成田路線の拡充を進めると発表。
2015年2月14日シンガポールで開催されたAviation Festival Asia 2015でマカオ国際空港が次期就航候補にマカオが含まれていると公表し、マカオ就航が検討されていると報道された。
2015年2月に就航した那覇 - 香港の就航セレモニーで、那覇からの国際線新路線は、2015年度に計画していて、井上CEOは「那覇からホーチミンやハノイ、バンコク、クアラルンプール、シンガポールなどに就航したい」と述べ、片道約4時間以内で運航できる東南アジアの都市への国際線を拡大する考えを語った。
2015年3月に、井上CEOは仙台空港を第三のハブ空港とし、2017年夏までに複数の国内線及び国際線に就航する計画を明らかにした。
2016年9月14日に上海市内で井上CEOは中国東北部やベトナム・ミャンマー等の東南アジア方面へ就航していく意向を明らかにした。
2016年10月20日、新千歳空港を第四のハブ空港として拠点化を発表した。中国や台湾・韓国への国際線や国内線、更には道内路線の開設を目指していく予定である。
2017年10月10日、新潟県知事の米山隆一が井上を訪問し、関西ー新潟線の新規就航を要請した。要請会談は非公式であったが、米山によれば、井上からは前向きな反応があったしている。
2017年12月6日、釧路市市長の蝦名大也が、定例記者会見でPeachが関西ー釧路線の2018年夏からの開設計画を持っていることを明らかにし、定着に向けて市としての支援を検討することを発表した。この時点ではPeach側は特別なコメントを発表していなかったが、12月11日付けの日経新聞にて、井上が同新聞のインタビューで本路線の就航を認めた旨の内容が掲載された。
2018年8月1日、同日開設された釧路線に関連して道東地区の自治体首長らがPeach本社を表敬訪問し、女満別への就航を要請した。この日は井上に変わり副社長の森健明が応じ、前向きな姿勢を見せていると報じられた。
2020年10月21日、ピーチ・アビエーション（APJ/MM）は10月21日、中部空港（セントレア）へ就航すると発表した。12月24日から札幌（新千歳）線を1日2往復、仙台線を1往復運航する。中部では第1ターミナルを使用し、将来的にLCC専用の第2ターミナルへの移転も検討する。

## 運賃体系
|            | シンプルピーチ | バリューピーチ | プライムピーチ |
| ---------- | -------------- | -------------- | -------------- |
| 受託手荷物 | 有料           | 1個無料        | 2個無料        |
| 座席指定   | 有料           | 一部無料       | 無料           |
| 予約変更   | 有料           | 無料           | 無料           |

2017年11月現在
座席販売については、インターネットによる予約、電話による「コンタクトセンター」での予約および、空港カウンターでの販売に区分され、それぞれ料金が異なっている。
受託手荷物については飛行距離に応じて4段階に区分けされ、路線ごとに料金が設定されており、1人5個まで（合計100kgまで）となる。また、座席指定については機内最前列「ファストシート」、2～5列目の全てと、12･13列の非常口座席で足元が広い「スマートシート」、14～30列目の窓側全席に設定される「プレジャーシート」、それ以外の「スタンダードシート」に区分され、それぞれ料金設定が異なっている。ファストシート利用時のみ手荷物を早く受け取るための目印タグがつく。
2021年5月18日から、ANAのマイレージから、ピーチポイントへの交換が可能となった。

## 特徴・エピソード
客室乗務員の容姿・サービスとその評価
本社及び最大の拠点を大阪・関西国際空港（関空）に置いているという経緯から、着陸後の機内アナウンスでは「ほんま、おおきに！」といった大阪弁（関西弁）が使われることがある。
ヘアカラーなど客室乗務員の身だしなみについての就業規則も同業他社と比べて比較的ゆるいことや、客室乗務員の採用条件でも年齢・性別・国籍が不問であることから、他の航空会社と比較して「型破り」と評されることがある。
テレビドラマ撮影への協力
ピーチの就航1周年に当たる2013年3月1日に、日本テレビ系で放送された単発ドラマ「チープ・フライト」（『金曜ロードSHOW!』枠）の撮影協力を当社が行った。同ドラマは就航した2012年に話題となった格安航空会社（LCC）をテーマとした作品で、日本のドラマ番組で初めてとなる、実機での撮影が行われた。また、当社施設のほか客室乗務員の訓練を受託している全日本空輸 (ANA) の訓練センターでも、実際の訓練施設を用いた撮影を行った。それから2019年7月期のドラマで「ドラマL / ランウェイ24」(ABCテレビ・テレビ朝日系)、11月放映の「おっさんずラブ-in the sky-」（同左）でも全面協力で撮影を実施している。
自動チェックイン機
自動チェックイン機は自社開発している。開業当初に使用していた初代機は筐体が木製で、画面サイズは15インチ。2015年10月から投入している二代目は筐体に段ボールとスポンジを使用しており、画面サイズを32インチに拡大した。ディスプレイ上部にはチェックインの進捗に合わせ「まもなく案内開始」などの案内も表示され、並んでいる旅客への配慮がされている。また素材を段ボールにしたことで軽量化され、設置を運送業者に頼まず自社で行えるようになったほか、筐体への広告掲載なども可能となっている。筐体はボーディング時のデスクと共通化しており、さらなるコストダウンを図っている。
コラボレーション

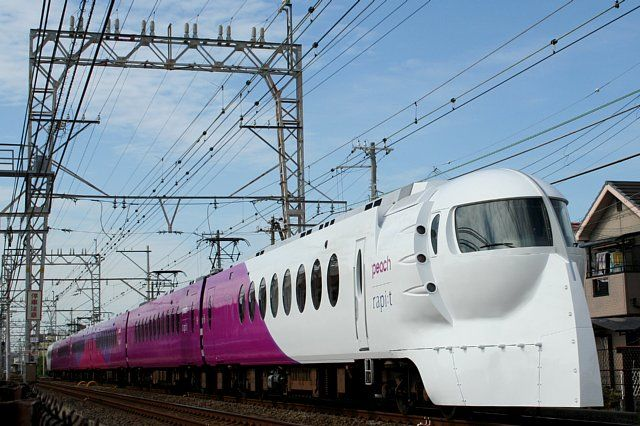
Peachの航空機と同じカラーで運行されている特別デザインの南海50000系電車（通常車両は濃紺色）

- 2013年7月10日に2013年10月の関西 - 成田便就航に向けたブランドプロモーション第一弾としてマルチクリエーターの内藤ルネとGirls Awardとのコラボレーションを発表。
- 2013年9月11日に篠田麻里子を2013年10月の関西 - 成田便就航に合わせて同社公認のCA (Company Ambassador) に起用、篠田は就航初日の2013年10月27日の初便111便に搭乗した（キャビンアテンダントではないため、保安業務は行わない）。また2014年3月まで、5号機 (JA805P) を機体に篠田の顔写真等をラッピングした「MARIKO JET」として運航した。さらにコラボレーショングッズの販売や搭乗第二弾として2013年12月19日の関西 - 福岡間157便にも搭乗していて両者の関係は強くなっている。ちなみに同社搭乗に先駆け9月28日は先にコラボレーションしていたGirlsAward 2013 Autumn/Winterで同社客室乗務員と篠田が登場し篠田は自身でデザインしたオリジナル制服を着用し搭乗便でも同制服で乗務した。
- 既存の枠にとらわれない多様な企業・団体とのコラボレーションを不定期で展開している。
  - パナソニックの低周波治療（マッサージ）器「ポケットリフレ」の試用体験
  - 武田薬品工業の「アリナミンRオフ」の配布
  - ネスレ日本の「ふわラテ」の配布
  - クラシエの「肌美精・超浸透3Dマスク」の配布

- 2014年7月から本社所在地である大阪府泉佐野市のふるさと納税の謝礼品としてピーチポイントを付与してPeachの航空券購入の際に運賃や料金、およびそれらに付随する税金や手数料の全額、または一部の支払いに利用出来るようにした。
- 2014年9月7日から2015年8月31日まで、南海電気鉄道との共同プロモーション、「Peach×ラピートハッピーライナー」を実施し、南海電鉄では関西空港特急「ラピート」をPeach カラーの特別デザインの50000系電車で運行した。
- 2015年6月24日から沖縄県中頭郡北中城村とのコラボレーションを開始し、搭乗券の提示でライフスタイル誌のプレゼントや、北中城村内10カ所の飲食店で展開する「Peach café」で、搭乗券の提示にて各店舗のオリジナルメニューを利用可能とするなどして、観光客誘致の実施を促進すると発表。
- 2017年5月には、機体番号JA816Pに『艦隊これくしょん -艦これ-』のラッピングを施して運航していた。
- 2019年1月11日から同年4月まで、機体番号JA811Pにかんぽ生命保険キャラクター「かんぽくん」をラッピングした『かんぽくんJET』を運航した。シートポケットにかんぽくんのリーフレットを搭載し、客室乗務員がかんぽくんデザインのエプロンを着用し、一部路線でかんぽくんキーホルダーがプレゼントされていた。この就航を記念し、全国の20代から40代の男女500名を対象にキャビンアテンダントとして接客してほしいタレントを聞いており、1位は石原さとみで41.2%、2位は新垣結衣で31.2%、3位は有村架純で23.4%だった。
- 2023年3月4日にテレビアニメ『ひろがるスカイ!プリキュア』とのコラボレーションを発表。本コラボを記念して同年3月13日から2024年1月末までの期間、機体番号JA827Pに同作品のプリキュアがラッピングされたコラボジェット「『ひろがるスカイ！プリキュア』ジェット」を運航。コラボレーション実施開始日の20時から3月6日19時59分まで記念セールを開催、さらにはコラボジェットのダイカットステッカーを4月より、1/150 スケールモデルを夏期にそれぞれ販売する予定となっている。また、本作品とのコラボレーション実施を記念したキュアスカイとピーチの客室乗務員・整備士・パイロットによる同作品のオープニング主題歌『ひろがるスカイ！プリキュア 〜Hero Girls～』のミュージックビデオがプリキュア公式YouTubeチャンネルにて公開されている。7月30日に放送されたテレビアニメ第26話「テイクオフ！飛行機でつながる想い」でPeachが登場し、本編の最後では、実在しないPeachの塗装を纏ったエアバスA380が登場した。これにちなんで、エンディング前にて『フレッシュプリキュア!』のキュアピーチが登場した。
- 2024年3月31日の千葉県成田市制施行70周年を記念し、同年6月21日、機体番号JA824Pに同市の観光キャラクター「うなりくん」がラッピングされた特別塗装機「うなりくんジェット」が成田空港でお披露目された。機体後部に「祝・成田市70周年！」のメッセージとともに、「うな。」と手を振るうなりくんが描かれている。就航初日の初便は沖縄/那覇行きMM503便で、169名が搭乗。Peach社員や空港スタッフが手を振って見送る中、出発した。今後は、関西 - バンコク線を除く全ての路線で同年12月末頃まで運航する。

奄美大島との関係
Peachは奄美大島との関係が深く、その例として機内販売では奄美を代表する郷土料理「鶏飯（けいはん）」の雑炊を400円で販売している。当初Peach Aviationは奄美空港に就航していなかったが、2019年から旧バニラ・エアが運航していた東京/成田および大阪/関西路線を運航を引き継ぐ形で就航している。日本航空（JAL）の運航便がほとんどを占める奄美空港で、ANAグループとしてはPeachが唯一奄美大島との路線を持っている。
旧バニラ・エアは2014年に奄美と東京/成田の路線を開設、2017年には大阪/関西にも路線を伸ばした。かつては日本航空便の運航に限られていたため航空券の相場も比較的安価とは言えなかったが、バニラ・エアの就航をきっかけに片道1万円台で奄美大島に行けるようになった。バニラ・エア消滅までの5年で、奄美を発着する2路線では75万人もの利用客を記録し、就航後に年間42億円もの経済効果「バニラ・エア効果」を奄美大島にもたらしたという経緯がある。
2021年、バニラ・エアからPeachに移管された機材の一つ「JA08VA」がバニラ・エア塗装のまま日本に戻ってきた際に、多くの利用者から「バニラ・エア塗装のまま運航をして欲しい」という声が上がった。上記の通り旧バニラ・エアが奄美大島に大きな恩恵をもたらしたという経緯も踏まえて、当該機はバニラ・エア塗装のまま機体左側に『Fly Peach to AMAMI』という文字をラッピングした特別塗装機となり、同年3月5日から退役日の2022年10月6日まで運航された。「AMAMI（奄美）」の文字にはアマミノクロウサギ、ルリカケスや大島紬の柄など奄美大島を連想させるようなデザインが施されていた。
しかしながら、2023年後半以降は新型コロナ感染症の5類移行に伴うインバウンド需要の急増から機材を国際線に多く投入しており、奄美路線では一時運休が目立つようになっている。
PEACH LIVE
機内誌は存在せず、Area Discovery Magazine（エリア発見誌）として、国内就航空港や機内、就航地の飲食店などで フリーマガジンを発行している。就航地域について実際に訪れた時に参考になるスケジュール形式で紹介されている他、客室乗務員のおすすめアイテムの紹介、CEOメッセージが記載されている。関西空港では地上係員からのメッセージ付きのものを配っている。
ボーディング・ミュージック
DJ Ravinによる「Viusu」が起用されている。
その他
利用者やファンはpeachの飛行機に搭乗する事を「桃乗」と称する。

## 機内販売

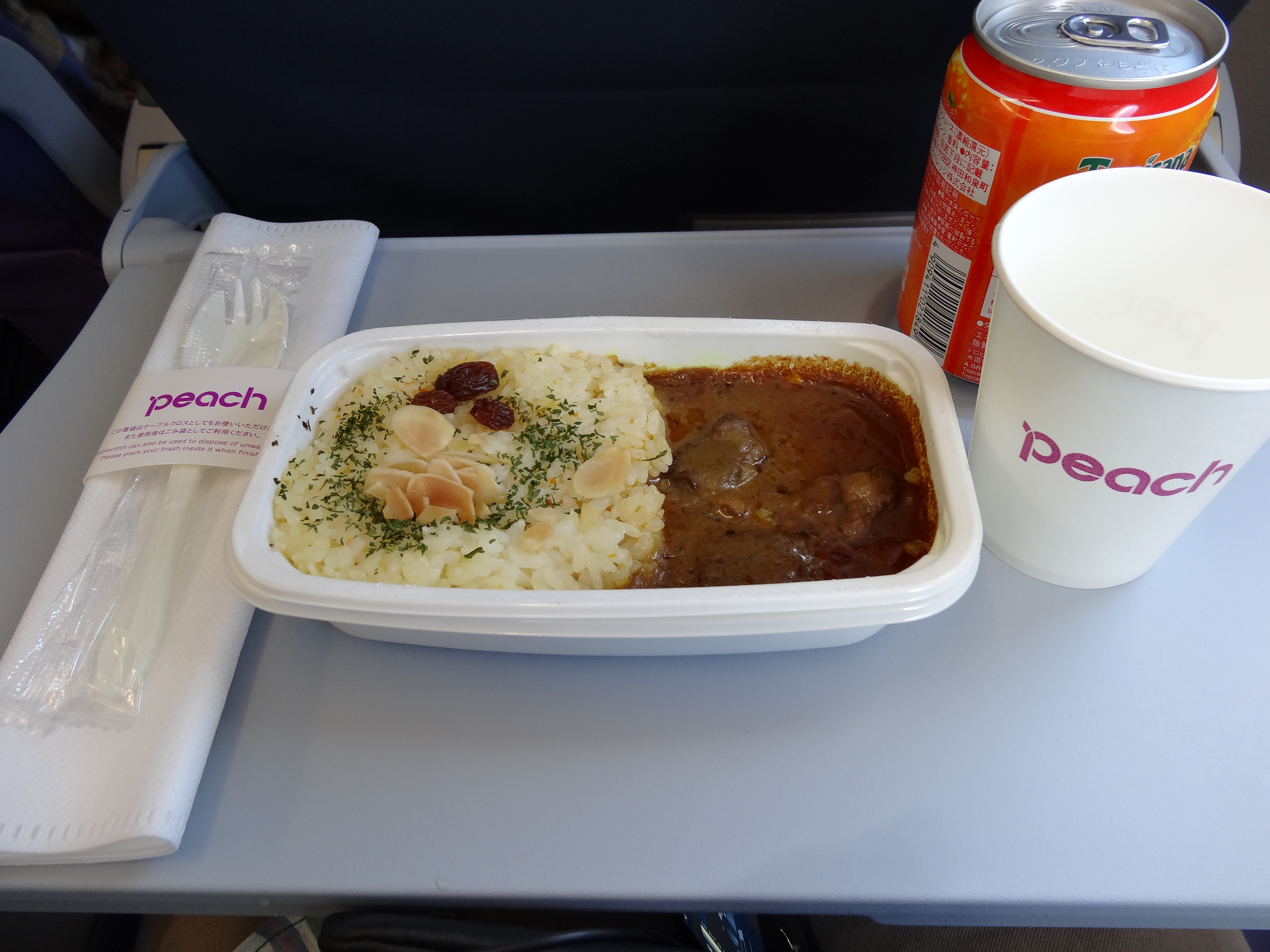
機内食の一例（ビーフカレーコンボ）

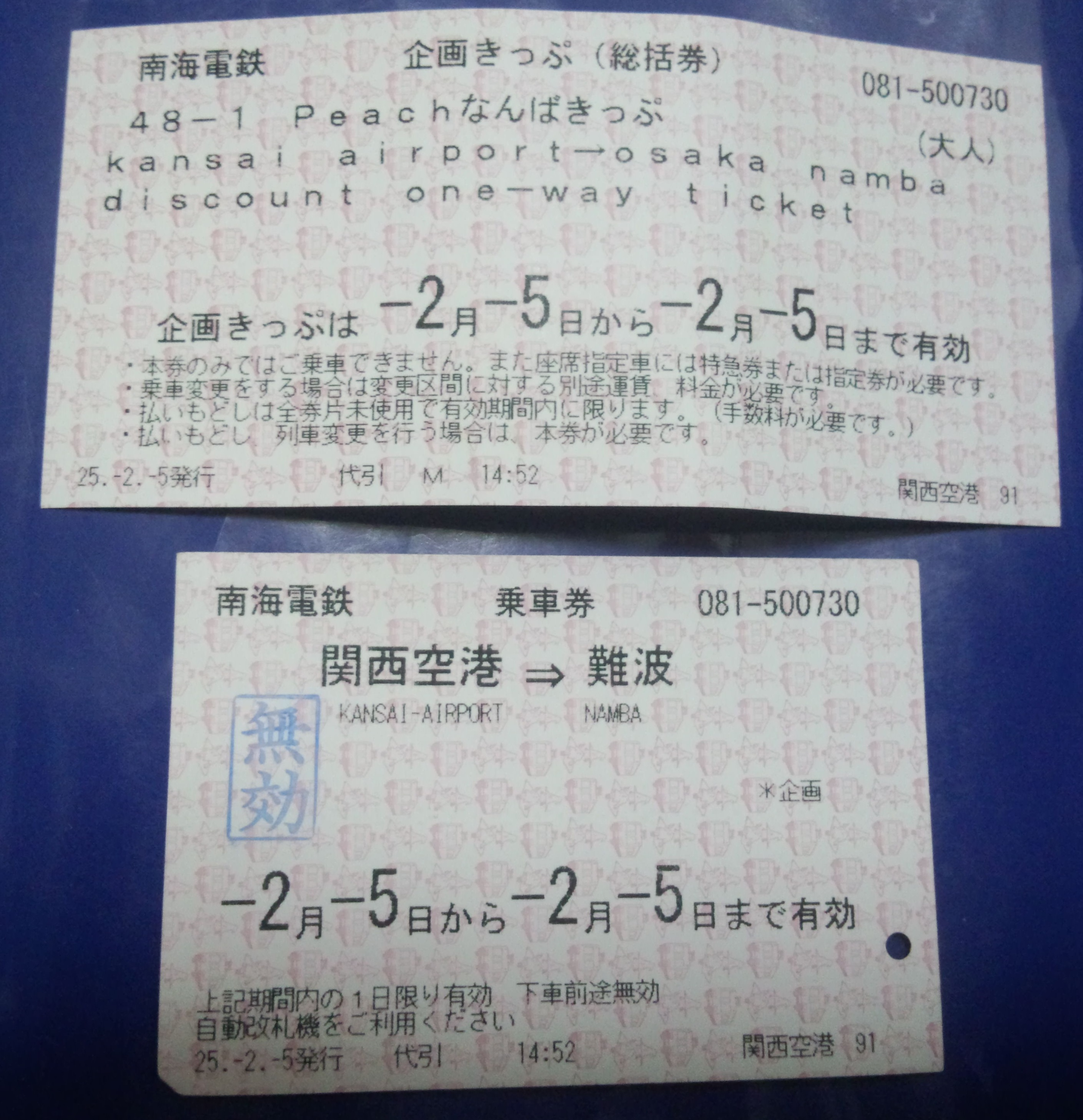
関西空港行きの機内でのみ販売されている「Peach・なんばきっぷ」

※詳細は、公式サイトなどを参照。

### 飲食品
原則として、飲料水を含めすべて有料である。
スナック菓子やパンなどは全路線で提供、ホットデリ（機内食）は大阪/関西 - 札幌/新千歳線・沖縄/那覇線ならびに国際線全線で提供している。ホットデリのメニューは2種類あり、季節ごとに入れ替えているほか、2013年の「秋メニュー」に入れ替えの際に千房の「お好み焼き」の販売を開始するなど、既存店との協業によるメニュー開発も行われている。
単品での販売のほか、食事と飲料をセット購入することで割引となる「コンボメニュー」の設定もある。また、当該機材の当日における最終運航便の場合は割引販売が実施されることがあるとされる。

### その他
モデルプレーンやキーチェーンなどpeachオリジナルグッズの販売を行っているほか、地上交通のチケット販売に力を入れている。大阪/関西行の便では関西空港から大阪市内（難波駅）へ向かう南海電気鉄道の割引乗車券「Peach・なんばきっぷ」の販売も行っている。その他、京都まで京阪電気鉄道、OCAT＝鳥取の日本交通高速バスの乗車券、成田空港からの「THEアクセス成田」及び京成スカイライナーと東京メトロ＋都営地下鉄の乗車券、新千歳空港から札幌市内のバス乗車券、九州内の空港からの九州旅客鉄道の各フリーきっぷ、ソウルの空港鉄道、香港中心部行の乗車券の扱いがある。

## 搭乗・到着時の扱い

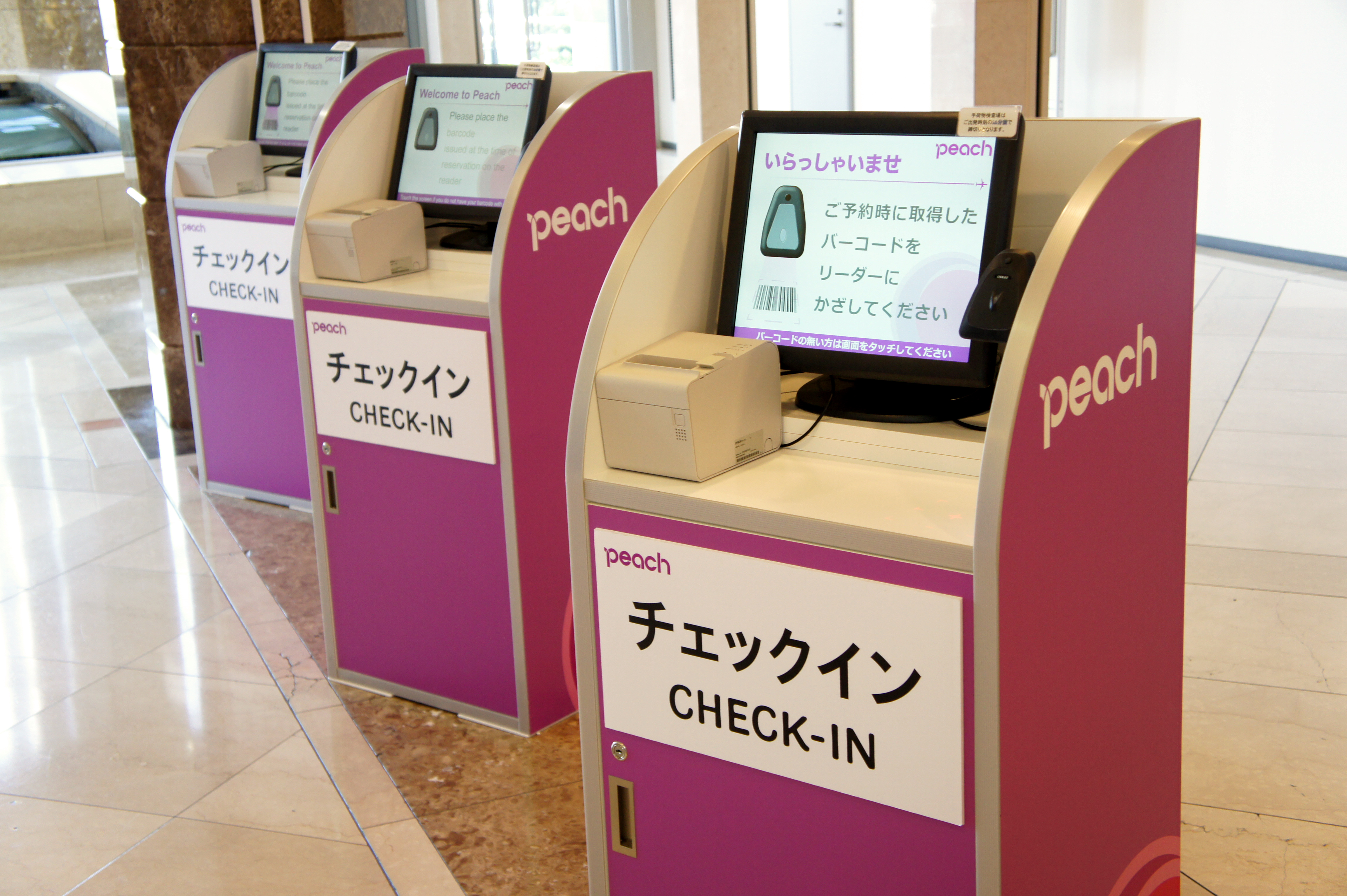
自動チェックイン機（初代） - 関西国際空港

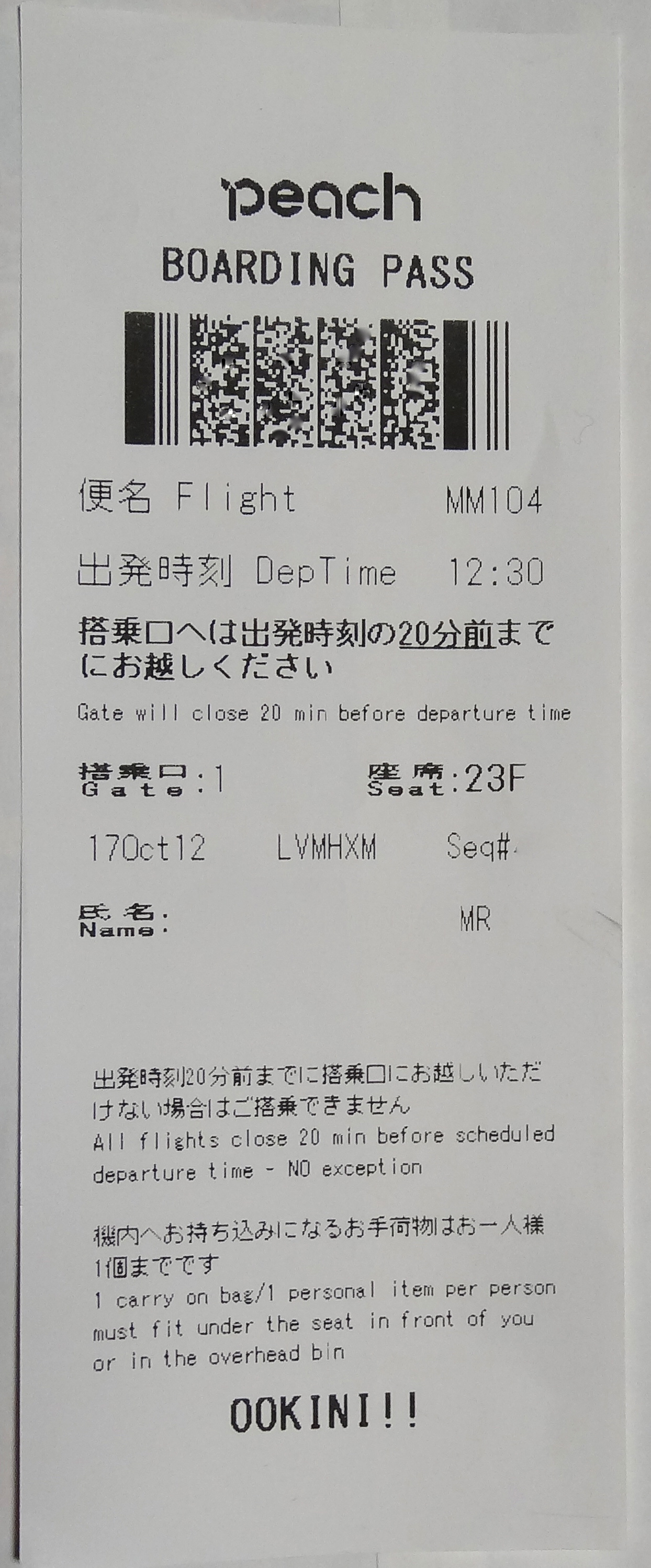
搭乗券の下部には“OOKINI!!”を印字

各空港とも、追加で手荷物を預ける際の決済はクレジットカードのみで、現金での支払いはできない。
以下、日本国内の航空機利用において一般的な事例と著しく異なるもの（当社または当社を含む格安航空会社固有の事例）について説明する。

### 関西国際空港
2012年10月28日に供用を開始した格安航空会社向けターミナルの「第2ターミナルビル」を利用している。同ターミナルは利用するpeachの意向により、過度な設備を排するなど建設費の低減を重視した構造となっており、ボーディングブリッジは設置されていない。このため、ターミナル前に駐機した航空機との旅客の行き来は徒歩とタラップで行われる。特に降機の際、「風で帽子やマフラーなどが飛ばされる可能性がある」という注意喚起がなされる。なお、雨天時にはターミナルと航空機の屋外移動時に傘の貸し出しが用意される。
第2ターミナルビルは関西空港2期島に立地し、エアロプラザ1階のバス乗り場から無料連絡バスで5分ほどかかる。空港へのアクセスの際、公共交通機関で関西空港駅や第1ターミナルビルに到着するバスを利用する場合は、連絡バスの利用時間を加味する必要がある。またターミナル内の構造上、到着時は搭乗時に比して館内の通行に時間を要する。

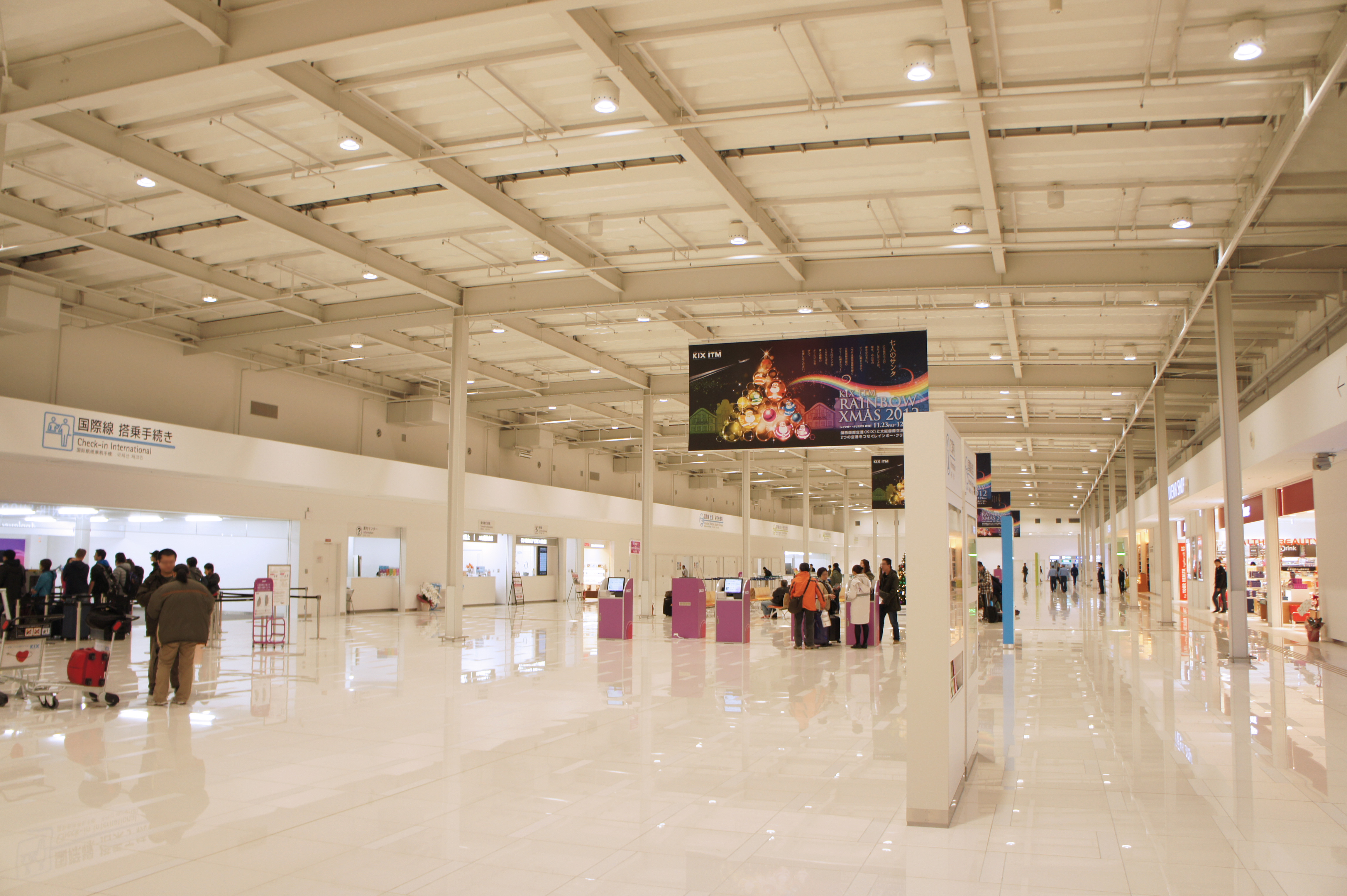
第2ターミナル（ロビー）
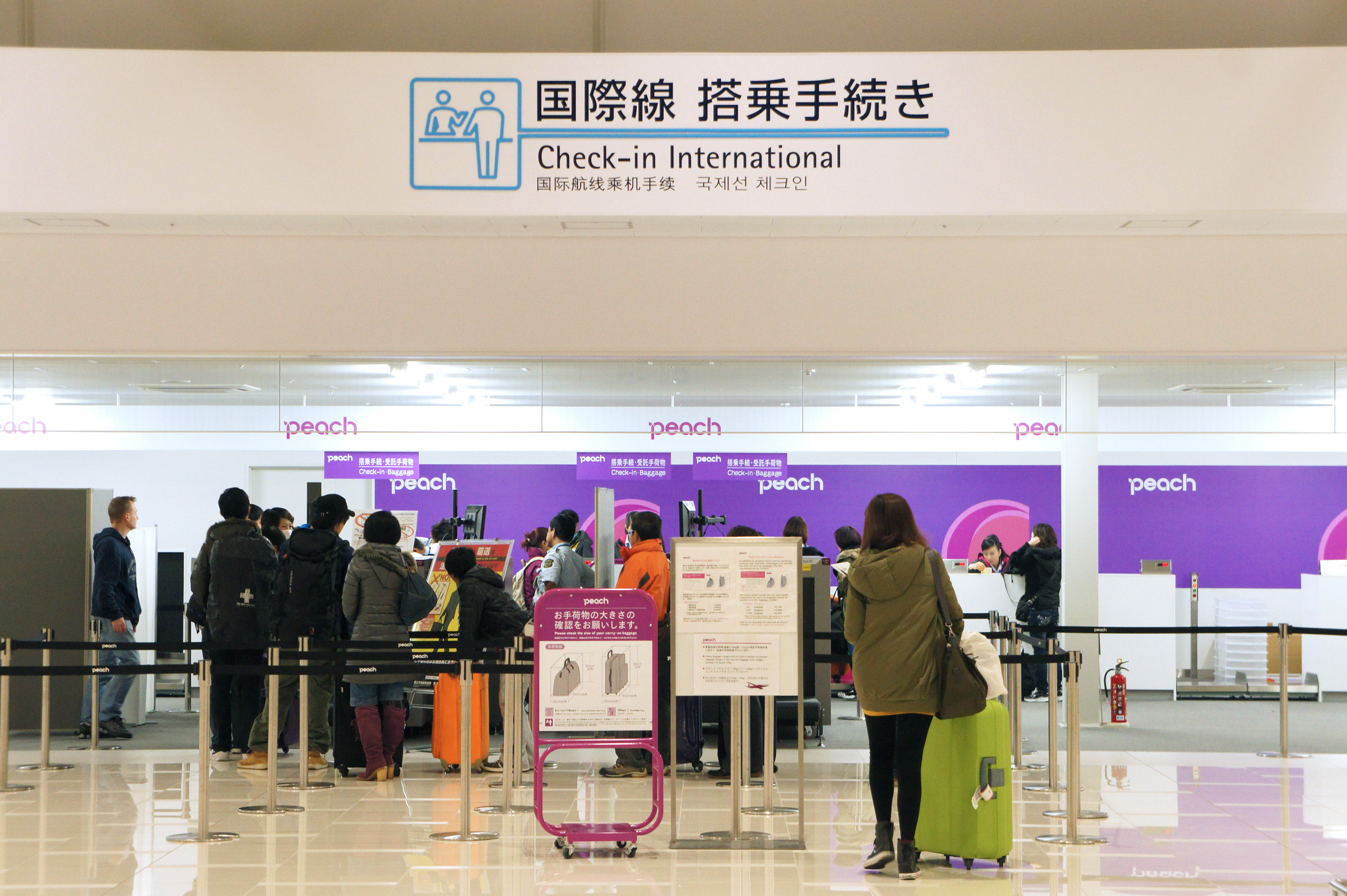
チェックインカウンター
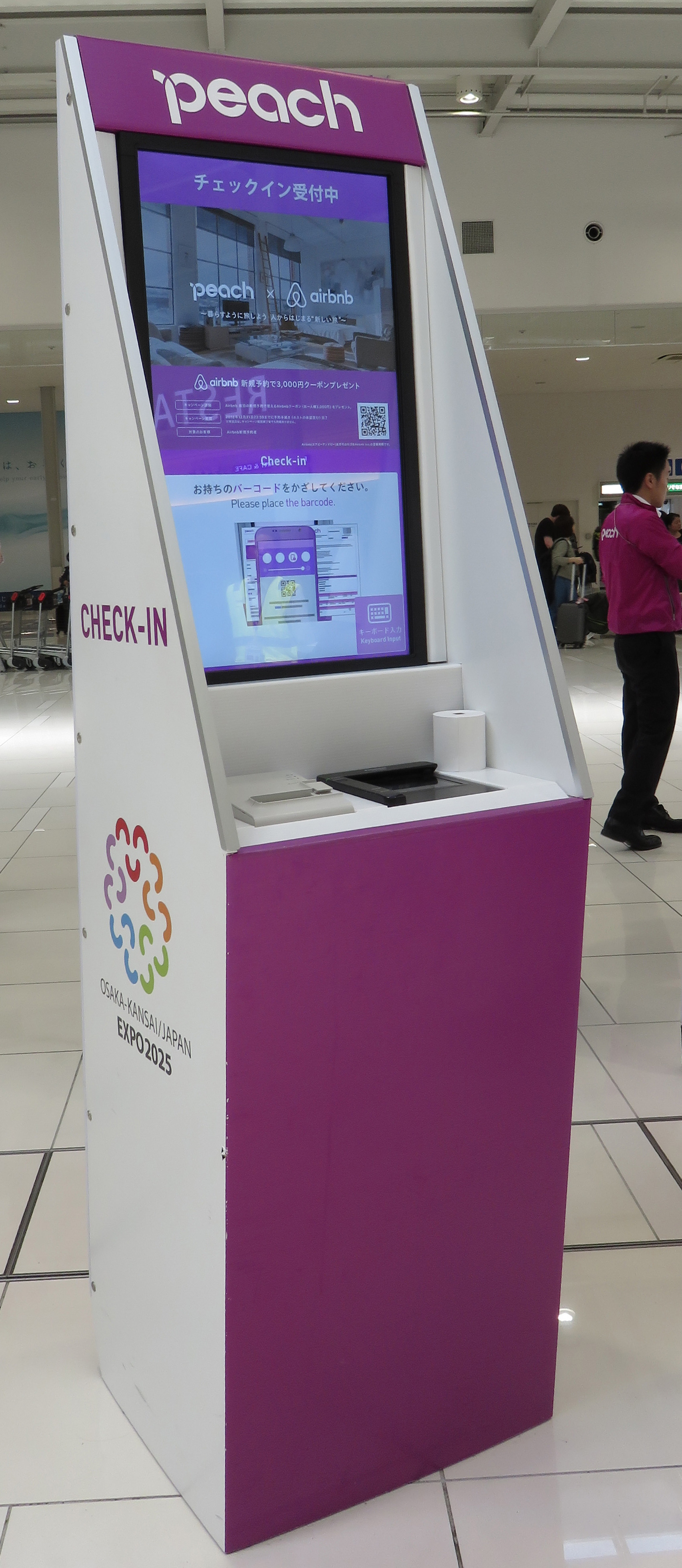
自動チェックイン機（現行機）
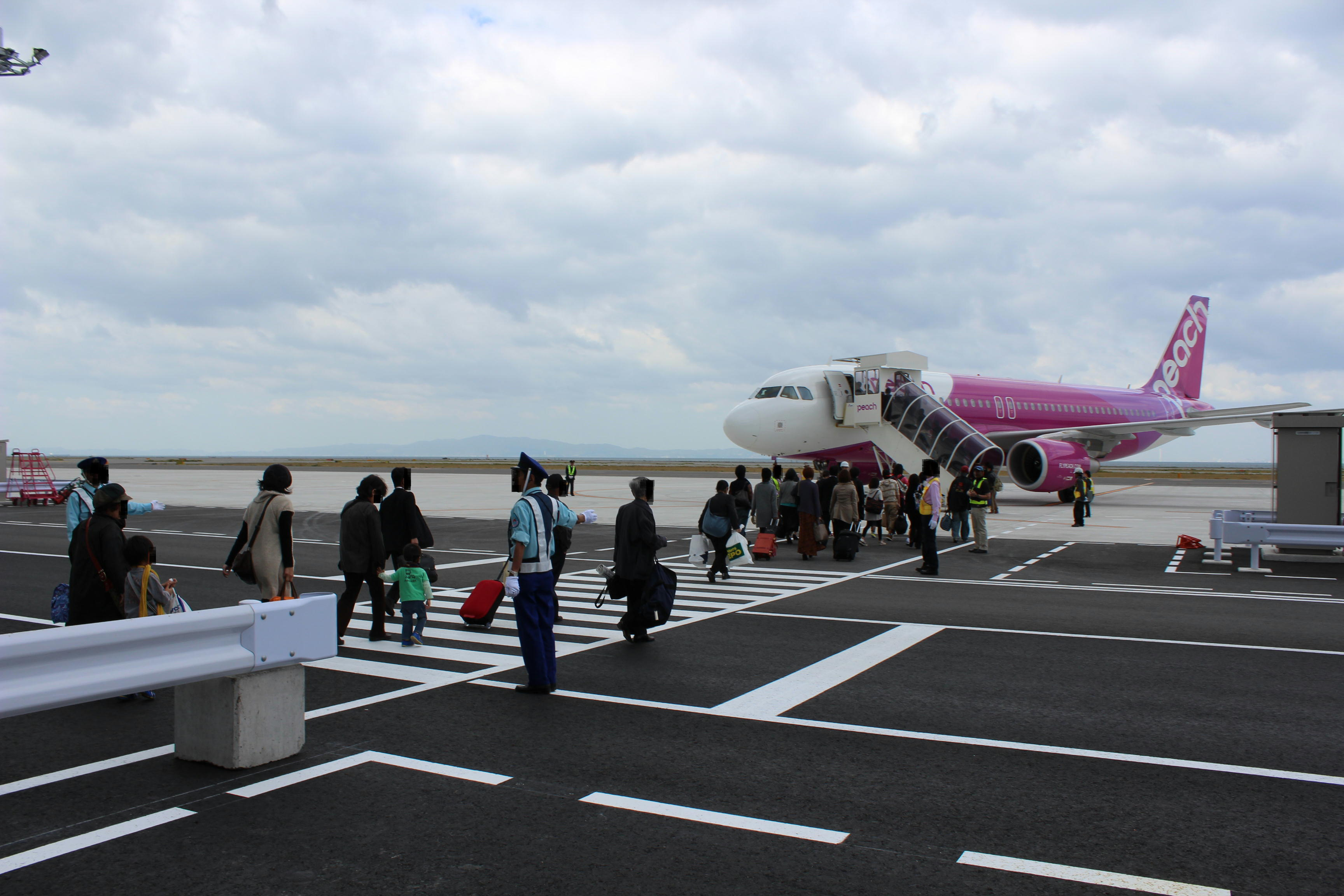
徒歩での搭乗の様子
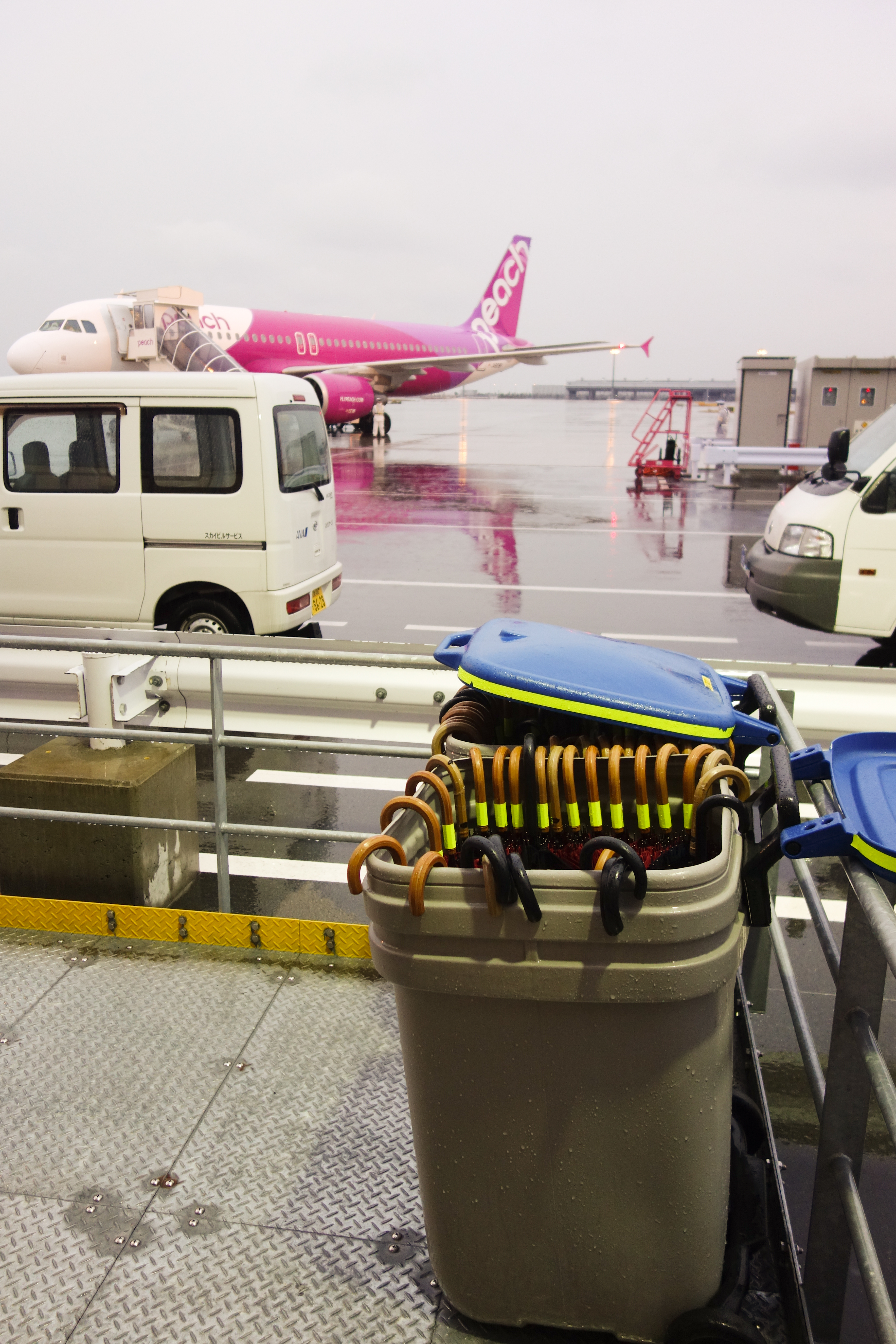
傘の貸し出し

同ターミナル供用前の2012年10月27日までは暫定的な措置として、国内線については搭乗手続き（チェックイン）をターミナルビル（現 第1ターミナルビル）内ではなく、鉄道駅にほど近い複合商業施設の「エアロプラザ」2階に設置された同社カウンターで行っていた。搭乗客はエアロプラザ2階でチェックイン（自動チェックイン機使用）、手荷物検査、保安検査などを行い、その後1階のランプバス乗り場からランプバス（南海バスの受託運行）で駐機場に向かった。また、到着時は駐機場からバスで移動するのは搭乗時と同様だが、エアロプラザではなくターミナルビル（現 第1ターミナルビル）の北側（ビルの外側）にある団体バス乗り場で下車し、受託手荷物の受け渡しも受取所のターンテーブルではなくここで荷物車から歩道に下ろして行なっていた。また、国際線の搭乗手続きは国内線とは違い、他社と同様にターミナルビル4階のカウンターで行われ、保安検査、出入国審査、検疫、税関検査も同じくターミナルビルで行われたが、搭乗は国内線と同様にランプバスで駐機場に向かっていた。なお、国際線についても国内線と同日をもって第2ターミナルビルに移転し、第1ターミナルビルでの取り扱いは終了している。
- 暫定運用時の状況

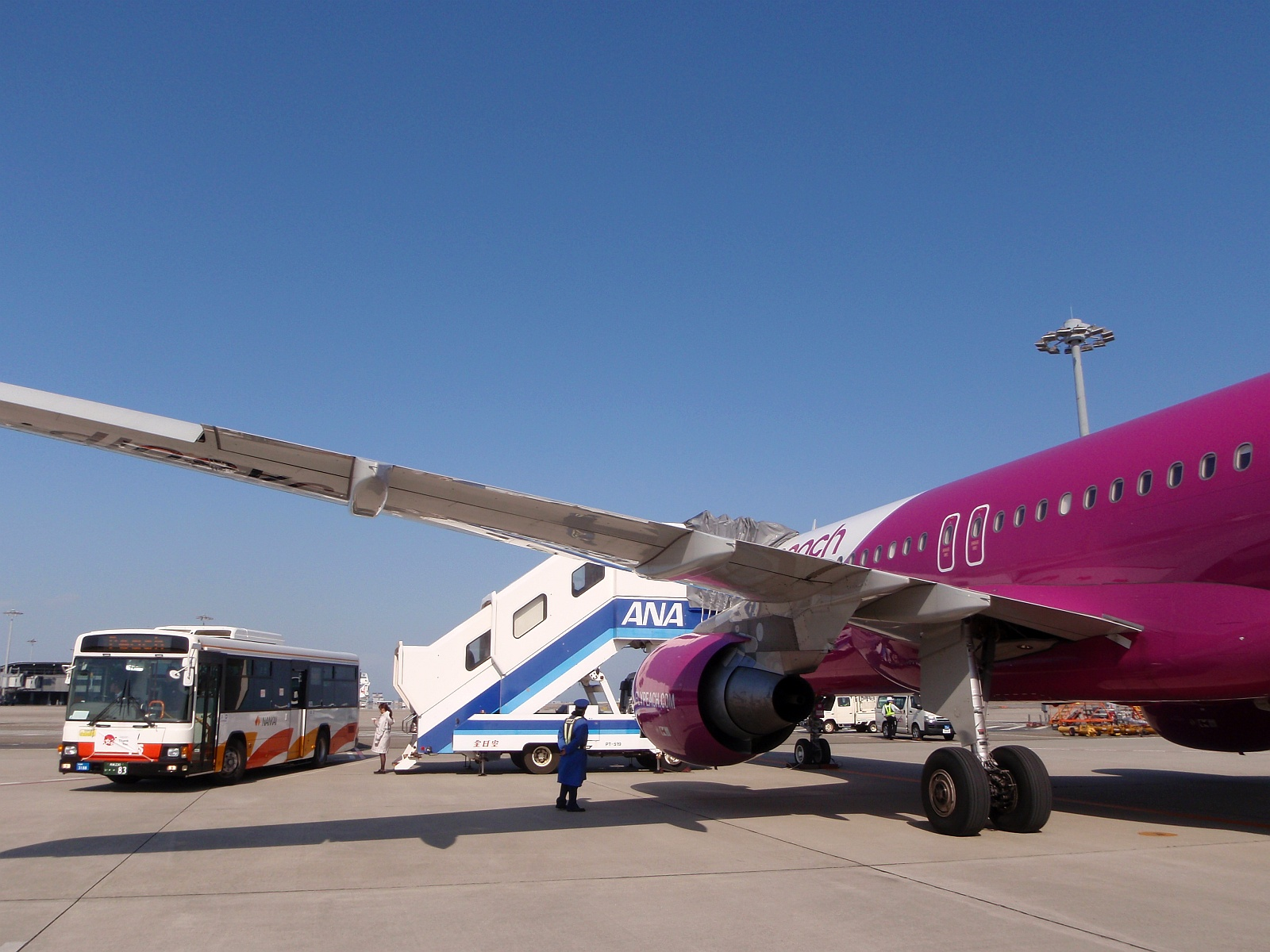
搭乗・降機の際はタラップ前までランプバスが接続していた
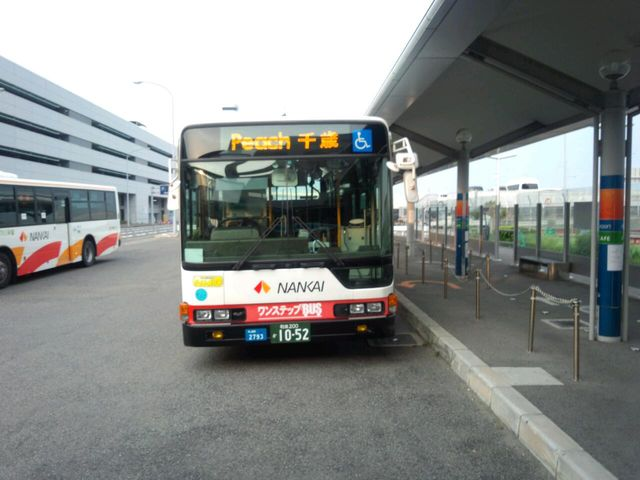
搭乗・降機客を輸送していたランプバス。行先表示には航空便の出発・目的地が表示されている

### 福岡空港
2016年10月5日以降は、国内線ターミナルビル1階の自社カウンターで、チェックイン、手荷物検査等を行なっている。
2016年10月4日までは、国内線第1ターミナルから発着していた。第1ターミナルには自社で扱える手荷物検査機器等を設置していなかったため、手荷物検査はANAカウンターで行っていた。手荷物預託の際はPeachカウンターで係員から預り証を受け取った後、Peachカウンターの真向かいにあるANAカウンターに利用者自身が荷札のついた荷物を持参した。

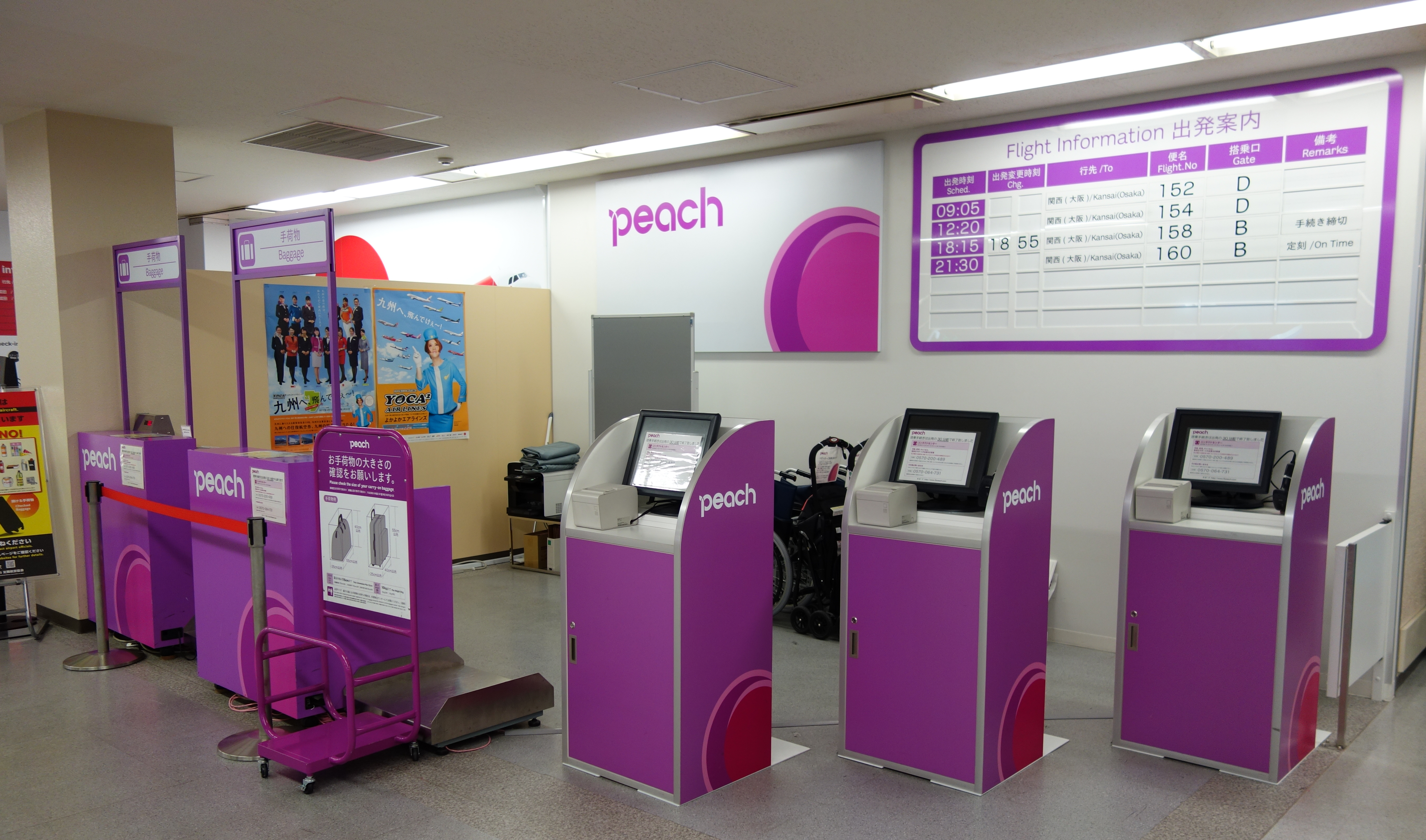
第1ターミナル時代の福岡空港カウンター

### 那覇空港
チェックインカウンターは、2019年3月18日より国内線ターミナルと国際線ターミナル間に増築された際内連結ターミナル内にあり、搭乗口もFSC他社と同一運用となっている。（但し国内線保安検査はCのみ利用可）
2012年10月18日より2019年3月17日までは、全日本空輸の貨物上屋を改装した「LCCターミナル」をバニラエアと共に使用していた。同ターミナルへのアクセスは、国内線ターミナルからの無料連絡バスまたは指定レンタカー会社の送迎バスに限られ所要時間はおよそ5分から10分、航空機はターミナル前のスポットに駐機し、徒歩にて搭乗・降機していた。
なお、国際線は、2014年2月9日まではLCCターミナル内にCIQ設備がなかったため、国際線ターミナルからの発着となっていた。
2019年3月17日の最終到着便をもってLCCターミナルは閉鎖された。

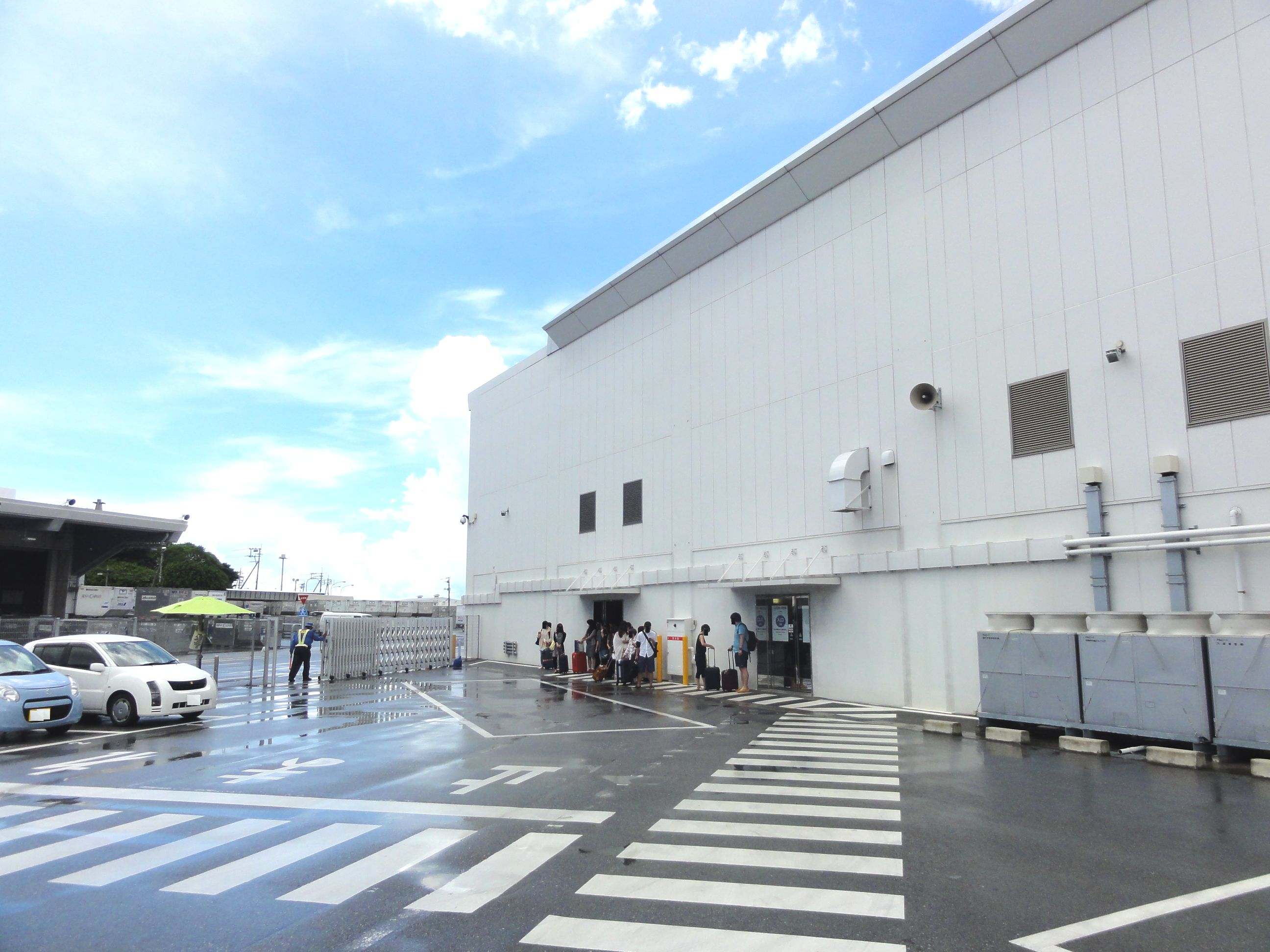
LCCターミナル
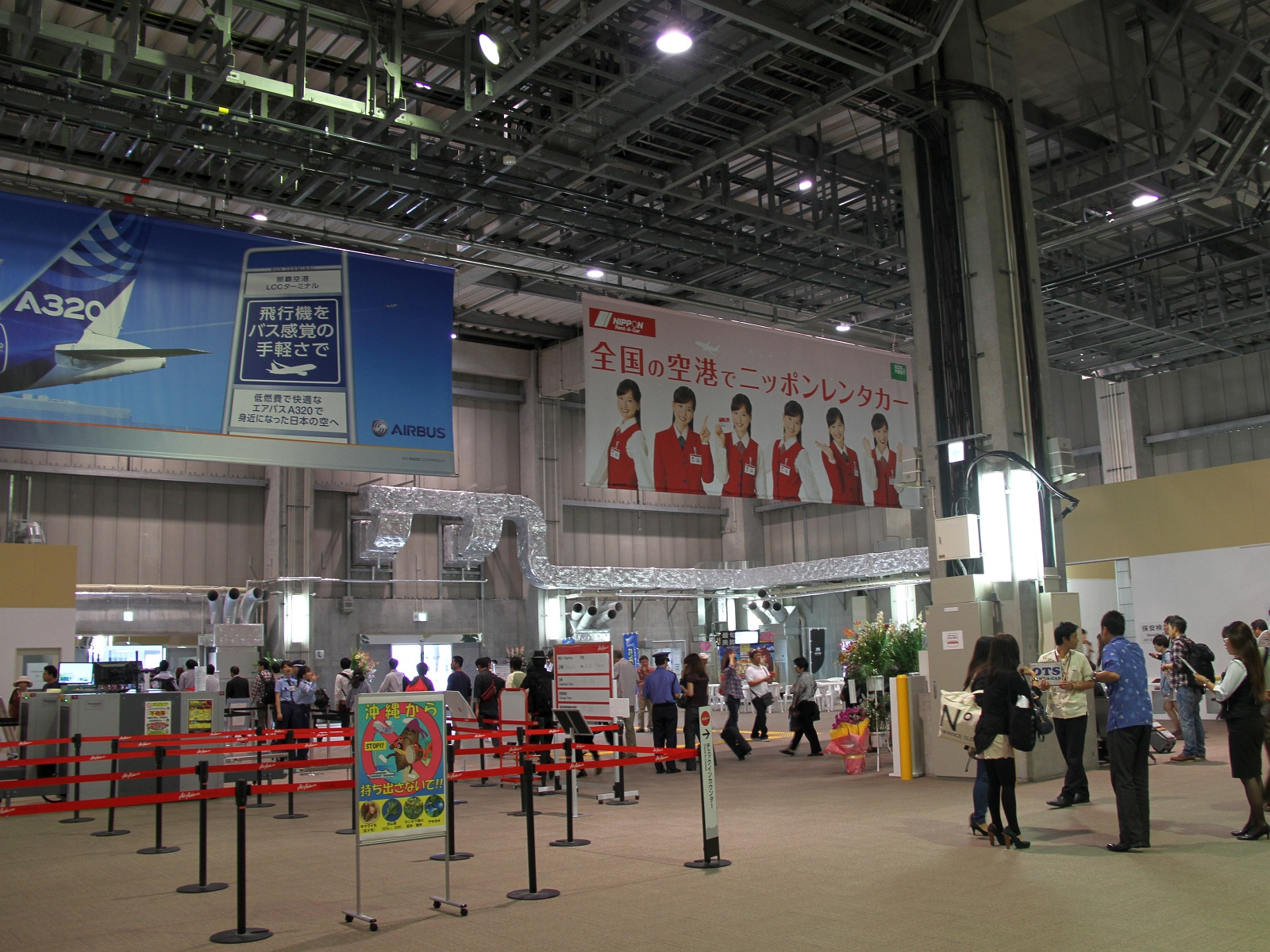
LCCターミナル内部
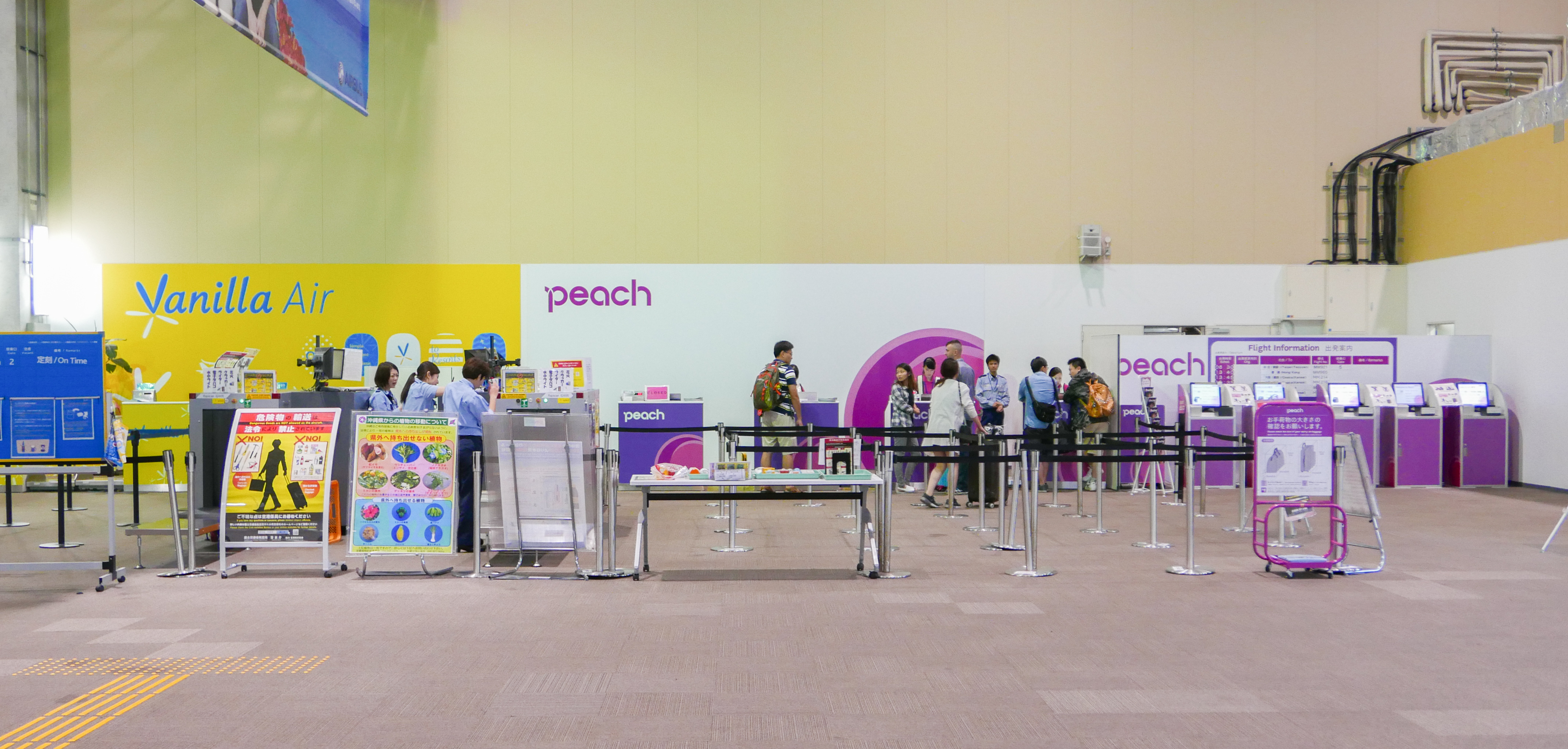
チェックインカウンター（バニラエアと共に入居・現在は移転済）
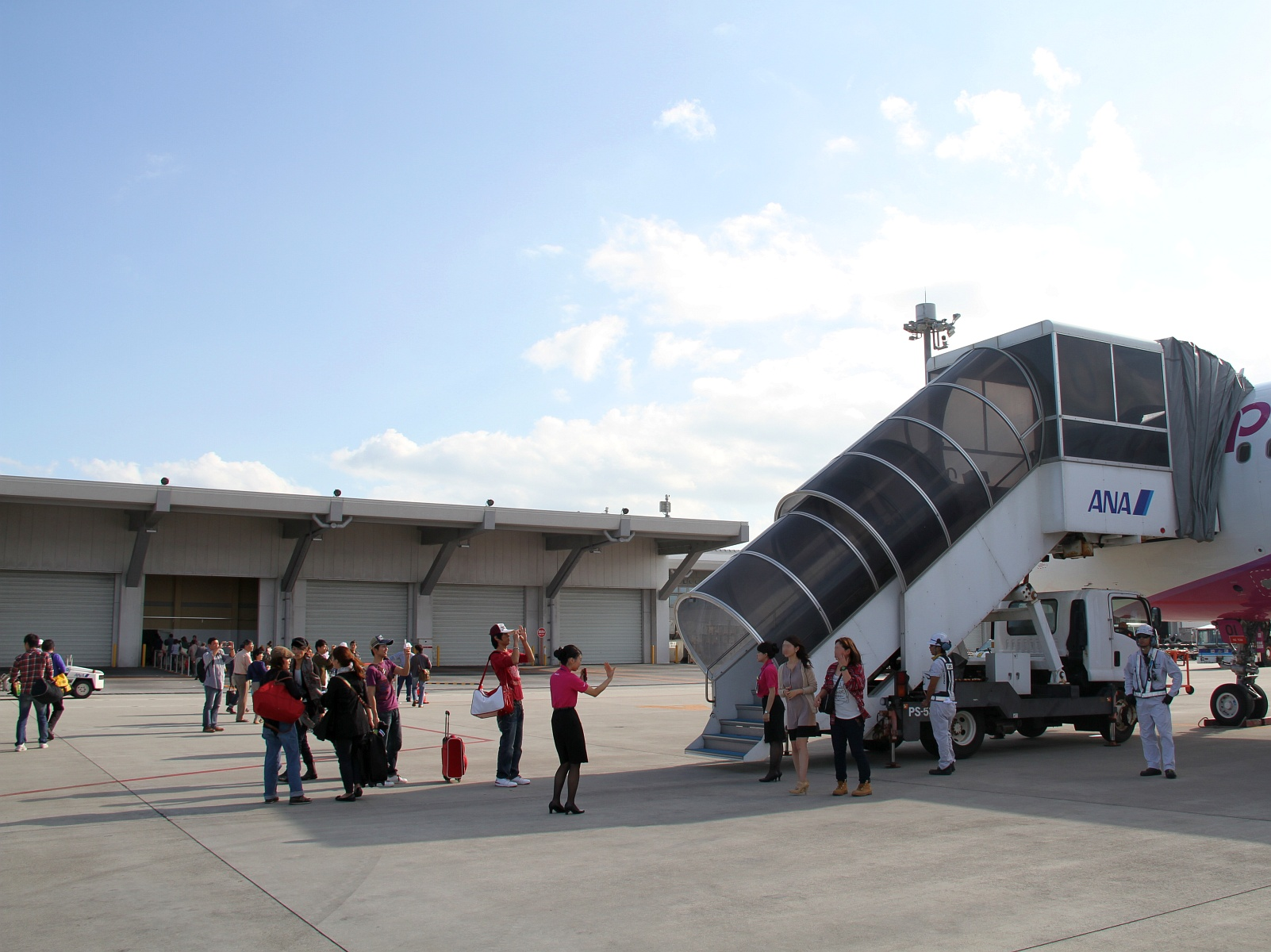
降機の様子（後方がLCCターミナル）
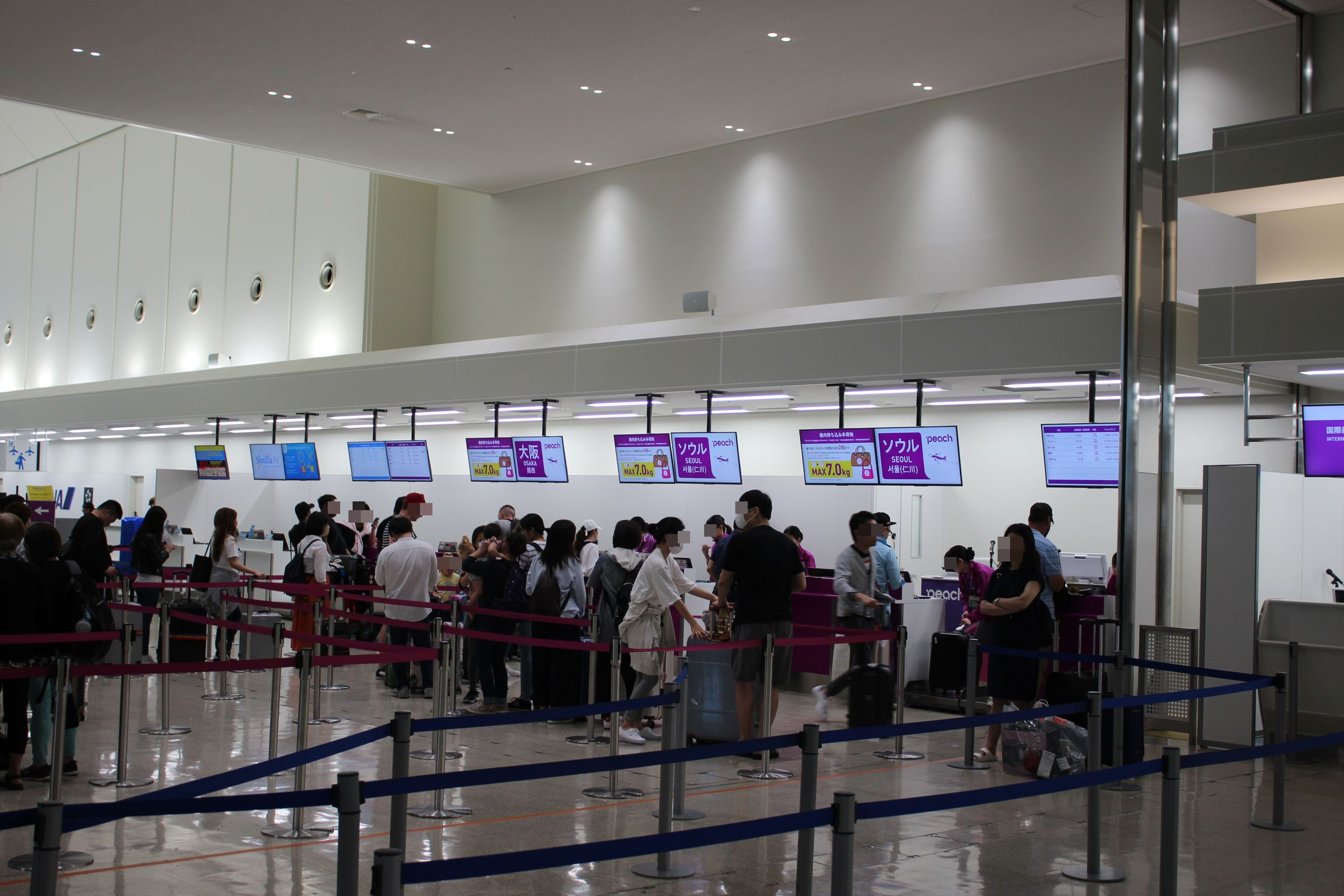
チェックインカウンター（旅客ターミナルに移転後）

## 事件・事故・トラブルなど

### 航空機の運航に関わるトラブル
2012年の就航開始以来、国土交通省の認定する「重大インシデント」が3件発生している。
那覇空港　水面衝突の緊急回避
2014年（平成26年）4月28日午前11時47分ごろ、石垣発那覇行きのMM252便（エアバスA320-214型、機体記号JA802P）が、那覇空港へ北側からの着陸時、空港の北側約7kmで海面に接近し対地接近警報装置が作動したため、機首を上げる緊急の回避操作を行い、約20分後に着陸し直した。回避動作を行った際、機体は高度72mまで降下していた。当日は沖縄地方に前線がのびており雲中飛行だったため、視界は極めて悪かった。同機は、着陸誘導管制（PAR）による進入中であった。同方式による進入は国内では一般的ではなく、国土交通省が管制業務を行う空港では那覇空港が唯一である。機長も最後に同方式を経験したのは約5年前であった。そのため、適切に進入を実施しようとすることに意識が傾き、機長が意図せず降下開始の自動操縦操作をしたとみられている。また、運航乗務員は那覇に着陸後、会社の運航担当マネージャーへ電話で報告したが、内規で報告を求めている対地接近警報(PULL UP)については聞いた記憶がなく、報告せず同じ機体と運航乗務員で関西国際空港まで乗務を続けたため、操縦室内で問題発生当時の運航乗務員間での会話を記録したCVR（コクピットボイスレコーダー）の記録は、上書きされ喪失した。
東京国際空港　閉鎖中滑走路への進入の試み
2016年（平成28年）12月22日午前0時39分ごろ、台湾桃園国際空港発東京行きのMM1028便が、東京国際空港の滑走路16L（C滑走路）にVOR A進入で着陸しようとしたところ、誤って閉鎖中だった滑走路23（D滑走路）への進入を試みた。その後管制官が誤進入に気づき、空港から9kmの地点で着陸復行を指示し、午前0時55分に着陸した。同機が進入を開始したときは、滑走路34Rへ進入予定であったが、後になって管制官から滑走路16Lの変更を通告された。操縦士は進入方式が急に変更になったことにより具体的な進入のイメージを持たないまま空港に接近し本件につながったものとみられる。
福岡空港　着陸時の前脚の損傷
2018年3月24日午前8時12分ごろ、関西発福岡行きのMM151便が福岡空港に着陸する際、機体前脚が損傷し、タイヤが横を向いた状態で滑走路上に立ち往生した。同便の乗員乗客計165名にけがは無かった。タイヤの向きを制御するトルクリンクの上下を接続するピンが着陸滑走中に脱落し、その影響で操舵が伝わらなくなり前輪が横向きになったと考えられる。なお、運航前の点検では機体側、滑走路側共に異常は確認されていなかった。この影響で、福岡空港の滑走路は約2時間半閉鎖され、82便が欠航し、22便が行き先を変更した。

### その他のトラブル
予約受付開始時における通信の輻輳
2012年（平成24年）1月5日、片道250円のキャンペーン価格で航空券の予約受付を開始した。しかし、公式サイトには2日間で約30万人がアクセスしたなど、利用が集中し、手続きに4時間以上を費やしても、なお予約が完了しなかった事例などが報道されたほか、電話予約も輻輳する事態となった。
特定便のトラブルに伴う連鎖的な欠航
2012年（平成24年）3月28日の朝、長崎空港で出発準備中の機体において、乗務員が脱出用スライドを誤作動させ脱落させるトラブルが発生したが、欠航や遅延などの影響が当日のみならず、翌々日の同月30日まで収束せず、計13便が欠航になった。なお、運航の遅れが長期間にわたった原因については、航空機材（機体）の稼働率が高いほか、予備機を保有しない格安航空会社特有の問題であるとの報道もなされている。
払い戻し不可に関する韓国政府からの是正勧告
2013年（平成25年）6月13日、大韓民国の公正取引委員会は、航空券払い戻しを約款で禁じたピーチなどの格安航空会社に対して、約款の是正を勧告したと明らかにした。公正取引委員会は、チケットの等級や価格、サービスに関係なく一律的に払い戻しは不可能であると約款に明記すると、顧客は「キャンセル不可」と認識せざるを得ないと指摘した。その上で、「この約款は顧客に不当であり、不利益条項であるため無効だ」と明らかにした。その後、勧告を受けたピーチは、7月1日以降、キャンセル料を除いた運賃の払い戻しに応じている。ただし対象は、韓国語公式ウェブサイトで購入した、韓国発の旅程で、大韓民国ウォンで決済した航空券に限られる。
爆破予告による運航遅延
2013年（平成25年）12月26日、関西国際空港の案内センターに対し、沖縄/那覇発着便を暗に示唆する形で、爆発物を仕掛けたと言う内容の電話が入った。このため、同日の沖縄/那覇発着便について、急遽機内を調べる騒ぎとなり、この影響で沖縄/那覇 - 大阪/関西線の計6便に、最大3時間の遅延が発生した。大阪府警は威力業務妨害の容疑で、捜査を行っている。
機長不足による運休
2014年（平成26年）4月24日、52名中8名の機長が病欠し、新規採用や副操縦士の機長昇格が予定通りに進まないことから運航要員が確保できず、大幅な運休、減便が発生することを発表した。該当便は決定次第発表するとして、同日には5.6月の計448便、。5月20日に7.8月の計894便、、6月30日に9.10月の計740便の運休を発表。合計2,082便が運休となった。。なお、8名の病欠理由は、それぞれ異なっていることから、職場環境に問題はないとしている。また、同年10月の冬季スケジュールからは、人材繰りに一定の目途が立ったとして、再び増便に転じている。
ネット予約システムにおけるトラブル
2015年（平成27年）10月8日、日本標準時の深夜1時から5時にかけて、航空券のインターネット予約システムにサーバ不具合が生じ、約900人の利用者について、予約手続が完了していないにも関わらず、代金決済が行われていたことが判明した。
誘導ミスによる誤入国トラブル
2018年（平成30年）2月5日、関西空港に到着したMM28便の乗客を誤って国内線の到着口に誘導し、同便の乗客165名中13名がCIQを通過しないまま入国するトラブルがあった。同便が到着したのは国内線と国際線共用のスポットで、従来国内線用として使用されていたものがシステム上でのみ国際線用に変更されており、それが伝達されていなかったことが原因とみられる。なお、同様の事例は成田国際空港でバニラ・エアが過去2回発生させているが、関西空港とPeachでは共に初となるトラブルとなった。
航空ポイントの不正購入
同社が販売する航空ポイントである「ピーチポイント」について、約600件に亘る不正購入があり、その一部がインターネットオークションに割安な価格で出品されていることが、2018年7月に判明。これを受け同社は、不正購入によって予約された航空券についてはキャンセルの手続を取っている。またこれを受け、2018年10月発行分より、これまで名義人が予約さえすれば搭乗者に含まれなくともよいとしていたポイント使用の規約が、名義人が搭乗者に含まれていることが必須となるように変更される予定となった。
新型コロナウイルス予防策に関する乗客トラブル
2020年（令和2年）9月7日、釧路発関空行MM126便で、乗客の30代の男が客室乗務員のマスク着用要請を拒否したことに起因するトラブルにより、同便が新潟空港に緊急着陸する事件が発生した。当時Peachでは、 新型コロナウイルス感染拡大対策として定期航空協会が作成したガイドラインに基づき、乗客にマスク着用を要請していた。マスク着用そのものには法的な強制力はないものの、男が他の乗客とマスク着用を巡り口論を始め、静かにするよう求めた客室乗務員の腕をひねるなどの行為をした。機長は、男の行為が航空法上の安全阻害行為に該当すると判断し、新潟空港に緊急着陸して男を降ろした。同便はその後約2時間15分遅れで関西国際空港に到着し、乗客約120名に影響が出た。男は共同通信によるインタビューに対し、新潟県警による拘束や事情聴取などは一切なく、警察官からは「何も法律に触れることはない」と説明を受け、「長時間機内にとどまったわけでもないので不退去罪に当たらないし、客室乗務員に質問するだけでは威力業務妨害にも当たらない」と言われたと主張していた。2021年（令和3年）1月19日、大阪府警は男を威力業務妨害、傷害、航空法違反の容疑で逮捕した。さらに、男は保釈中の同年4月10日にも、マスク着用をめぐって飲食店とトラブルになり、駆けつけた警察官の顔を殴ったとして、公務執行妨害容疑で千葉県警察に逮捕された。これら4件の罪に対し、2022年（令和4年）12月14日、大阪地方裁判所は男に懲役2年執行猶予4年を言い渡した。男は判決を不服として控訴した。2023年（令和5年）10月30日、大阪高等裁判所は1審判決を支持し、男の控訴を棄却した。男は判決を不服として上告した。最高裁判所は2025年（令和7年）4月8日付で男の上告を棄却した。
電動車椅子利用者への搭乗拒否
2024年（令和6年）4月5日、那覇空港において、台湾行のピーチアビエーション機に搭乗しようとした電動車椅子使用の台湾国籍の女性が、電動車椅子のバッテリーが外部から確認できないことを理由に搭乗を拒否された。バッテリー類は、発火の恐れがあるとして、航空法で輸送を禁じられている危険物に該当する可能性があるため、各航空事業者では機内への持ち込みに条件を設定しており、ピーチアビエーションでは、バッテリーの目視確認ができない場合には、取扱説明書など、詳細な情報を記した書類などを持参するよう公式ウェブサイトに記載している。女性はこれに基き、取扱説明書を持参していたが、同社のスタッフから「バッテリー本体が見えないため搭乗できない」と伝えられ、女性は持参した説明書も見せたが、判断は変わらなかった。女性は別の航空会社の便で台湾に戻ったが、「差別的な扱いだ」とショックを受けているという。有識者からは「バッテリーが外部から見えない電動車椅子は多いし、この規定は実態に合っていない」との指摘が出ている。

## テレビ番組
- 日経スペシャル カンブリア宮殿 日本流LCCを作れ!飛行機が"電車"になる日（2013年3月14日、テレビ東京）[217]